# 銀湖·天峰
22°25′43″N 114°14′41″E / 22.4285795°N 114.2446222°E

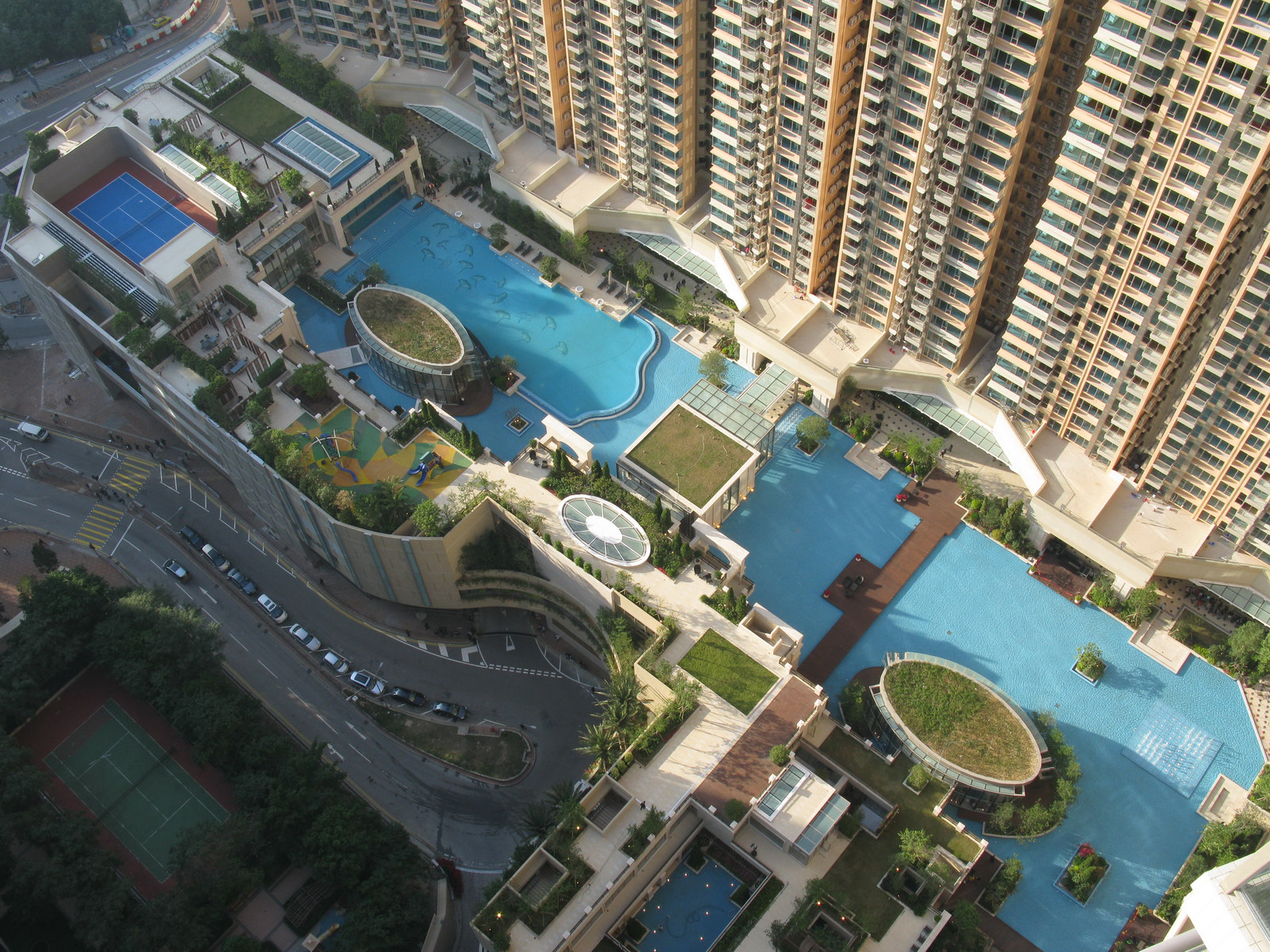
俯瞰Palace by the Sea會所全景

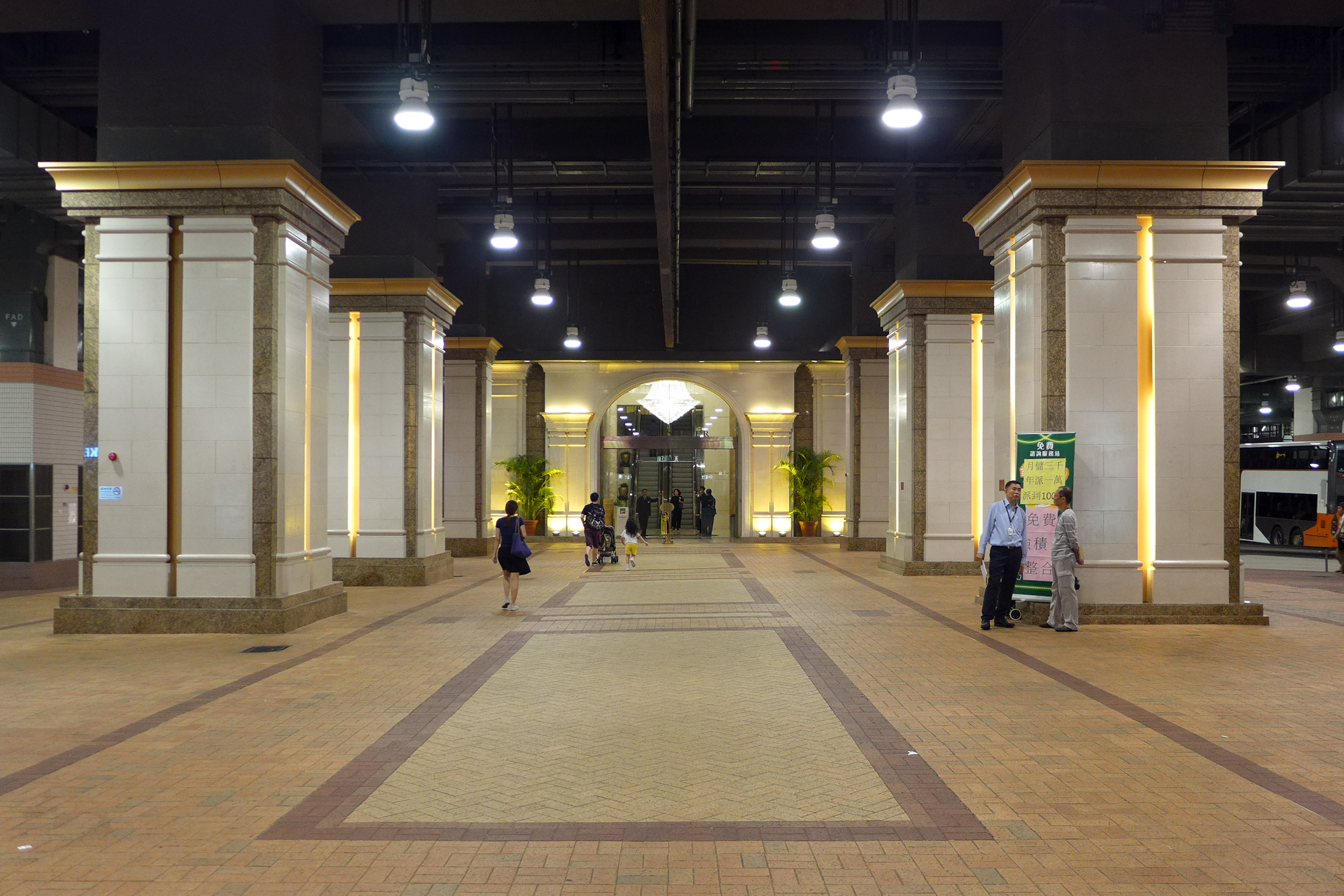
銀湖·天峰入口

銀湖·天峰（英語：Lake Silver），前稱銀鋒·湖泊（英語：Lake W）是由港鐵公司和信和置業合作發展的私人屋苑，位於香港沙田區馬鞍山烏溪沙站上蓋，為九鐵公司自孫九招後首個推出的上蓋項目，於2005年6月批出發展權。其後，項目隨兩鐵合併於2007年售予港鐵，並於2009年11月落成。
其廣告歌曲《Con Te Partiro》由意大利盲人歌手安德烈·波伽利主唱。

## 住宅
住宅項目由7座樓高39至47層物業組成，以“L”形排列，提供2,218個單位，平均單位面積76平方米，商場面積4,000平方米，停車位340個。項目以大單位為主，2房單位起步點由700平方呎起，並設相連、複式、連天台戶等特色單位，全屋苑有逾20款不同的間隔類型。單位樓底高度達10呎，每戶均建有環保露台，客廳則配用落地玻璃。屋苑部份會所設施位於港鐵烏溪沙站上蓋，由兩小駁橋連接。
此項目曾一度有9伙頂層特色戶未售，於2020年初重推，現已售罄。
屋苑已實施建築物水安全計劃並獲水務署頒發「大廈優質供水認可計劃－食水(管理系統)」金證書。

## 標準單位
| 房間數目 | 房間類別                   | 尺寸            |
| -------- | -------------------------- | --------------- |
| 2房      | －                         | 695尺—753尺     |
| 2房      | 多用途房                   | 790尺—805尺     |
| 3房      | 主人套房                   | 896尺—920尺     |
| 3房      | 主人套房及多用途房         | 971尺—1,046尺   |
| 3房      | 主人套房及多用途房及工作間 | 1,159尺—1,372尺 |
| 4房      | 主人套房及工作間           | 1,319尺         |
| 4房      | 雙套房及工作間             | 1,873尺—2,416尺 |

## 特色單位

### Lake Palace
此類單位共有7個（5個複式單位，2個相連單位），分佈於1、6、7 座的頂層，建築面積由2,362尺至3,265尺，獨特之處是每個單位的天台均附連一個私家泳池。
- Lake Palace 面積表

Lake Palace 平面圖
- 1 座 57, 59 及 60 樓 A單位連天台及泳池
- 1 座 57, 59 及 60 樓 B單位連天台及泳池
- 6 座 67 - 69 樓 A單位連天台及泳池
- 6 座 67 - 69 樓 B單位連天台及泳池
- 7 座 68 及 69 樓 A單位連天台及泳池

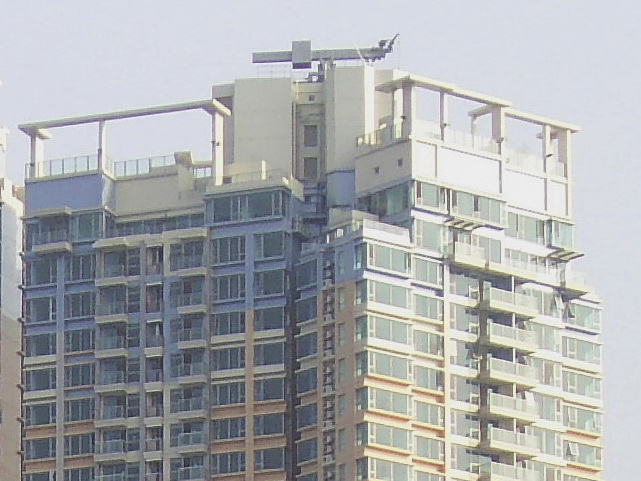
位於1座的Lake Palace特色單位
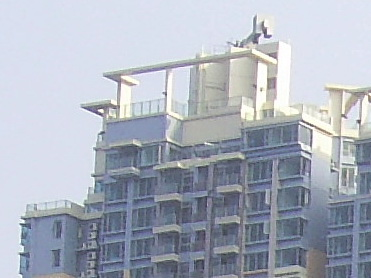
位於6座的Lake Palace特色單位

### Lake Villa
此類單位共有11個（11個複式單位），分佈於2至5、8座的頂層，建築面積由2,097尺至2,537尺，獨特之處是每個單位的客廳除露台外均附連一個私家空中平台。
- Lake Villa 面積表

Lake Villa 平面圖
- 2 座 61 及 62 樓 B單位連天台
- 2 座 61 及 62 樓 C單位連天台
- 3 座 63 及 65 樓 A單位連天台
- 3 座 63 及 65 樓 B單位連天台
- 3 座 63 及 65 樓 C單位連天台
- 5 座 66 及 67 樓 A單位連天台
- 5 座 66 及 67 樓 B單位連天台
- 5 座 66 及 67 樓 C單位連天台
- 8 座 67 - 69 樓 B單位連天台
- 8 座 67 - 69 樓 C單位連天台

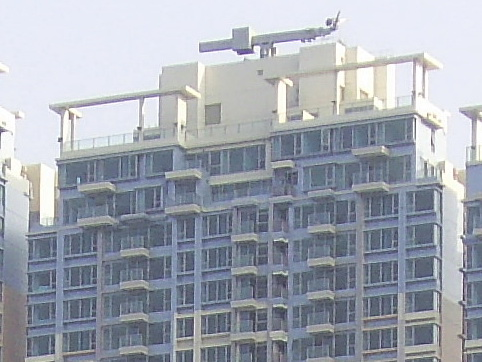
位於2座的Lake Villa特色單位

### Lake Sky
此類單位共有14個（13個複式單位，1個相連單位），分佈於1至8座的頂層，建築面積由1,685尺至2,582尺，獨特之處是每個單位附連一個私家天台。
- Lake Sky 面積表

Lake Sky 平面圖

### Lake Garden
此類單位共有53個，分佈於1至8座的5樓
Lake Garden 平面圖
- 1座5樓

- 2座5樓

- 3座5樓

- 5座5樓

- 6座5樓

- 7座5樓

- 8座5樓

## 樓宇設計
銀湖天峰每座高度不一，採用了楷梯式高度設計，1座最矮，各座順序地層遞上去，7座最高，遠觀與馬鞍山山脊線配合。另外單位大小亦有考量，向北（1—3、5座）單位，因為會被迎海遮擋景觀，故31樓以下全數為細單位，31樓以上因為比迎海樓宇高度為高，故採用大單位設計。向東（7、8座）單位，因可享永久無遮擋景觀，故全數以巨單位入則。第6座位處屋苑L型之角位，擁有向北及向東外牆，故此座同時包含了上述之大小單位。

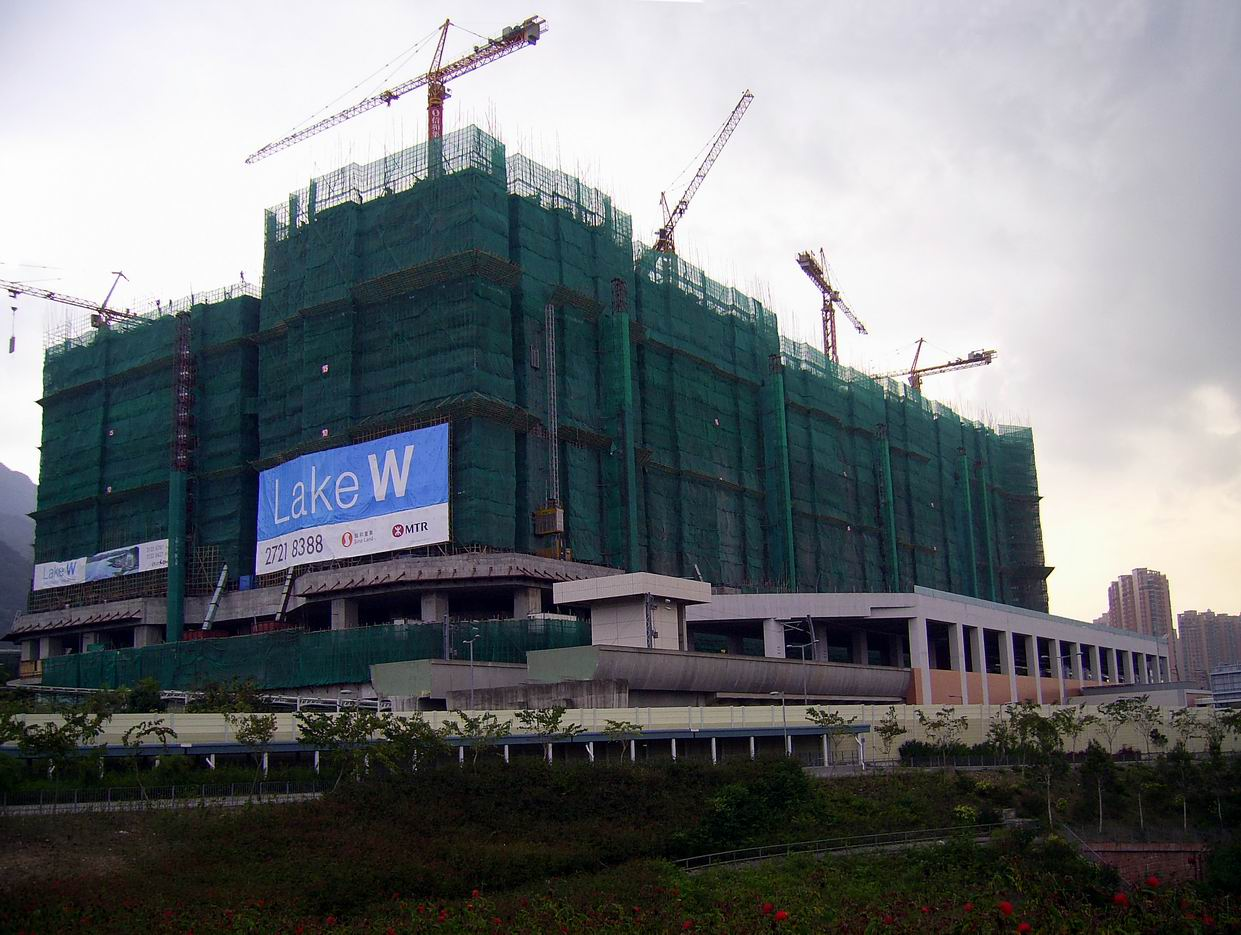
建築中的銀湖·天峰（2008年3月）
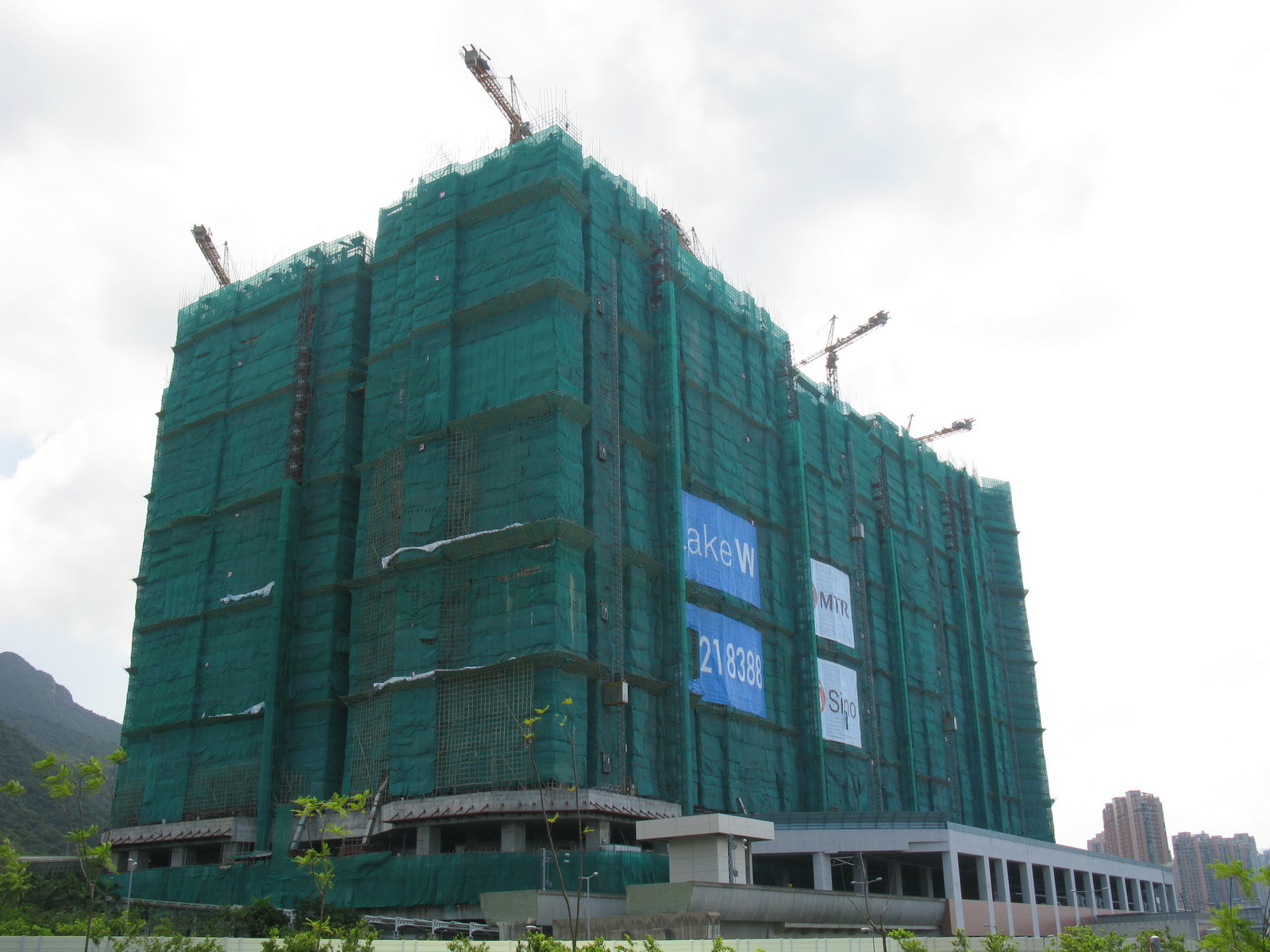
建築中的銀湖·天峰（2008年8月）
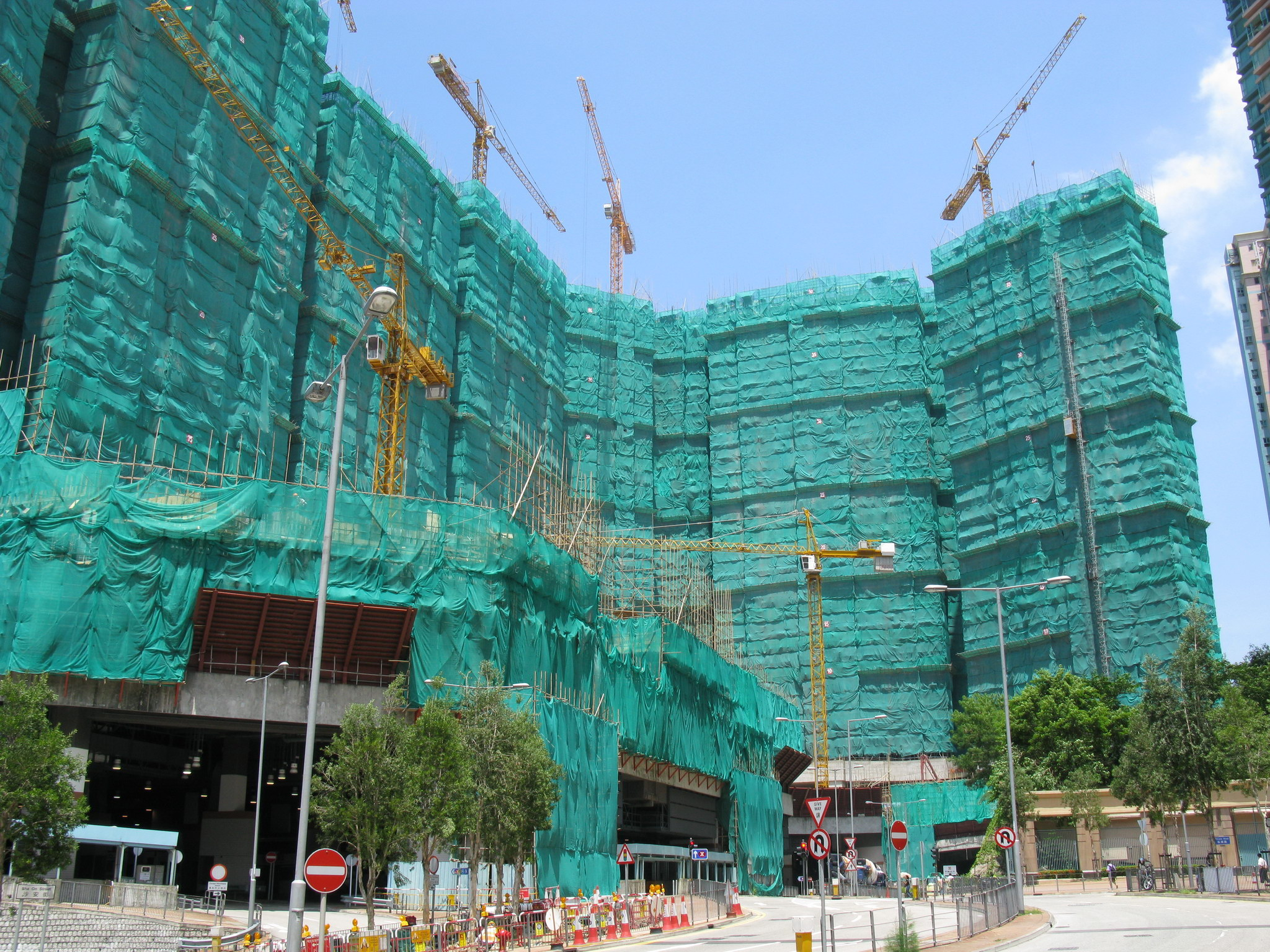
建築中的銀湖·天峰南面外牆（2008年8月）
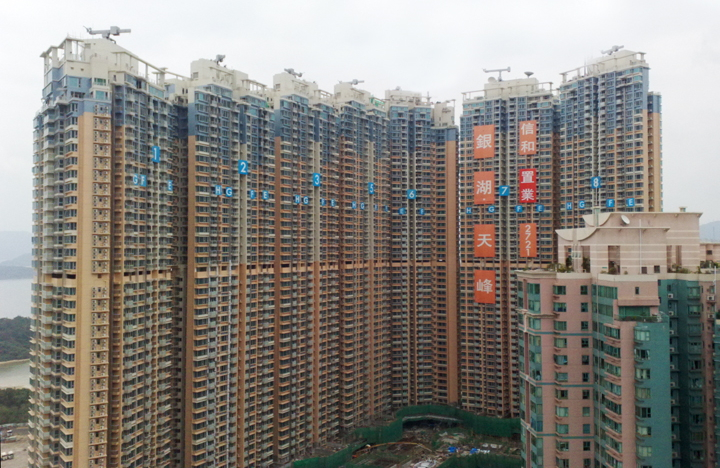
由利安邨利華樓頂層拍攝建築中的銀湖·天峰南面外牆（2009年5月）
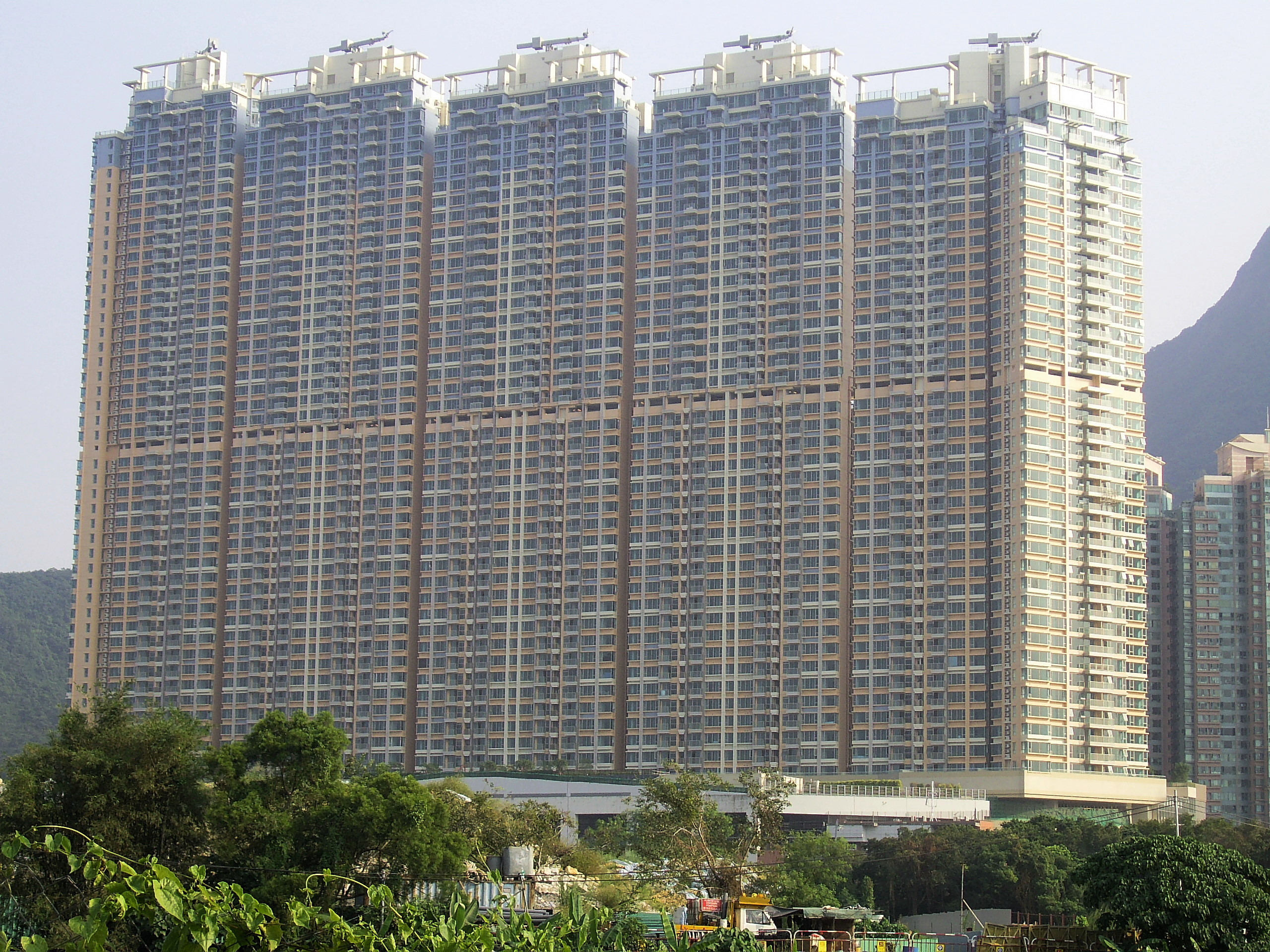
銀湖·天峰北面第1—3、5—6座
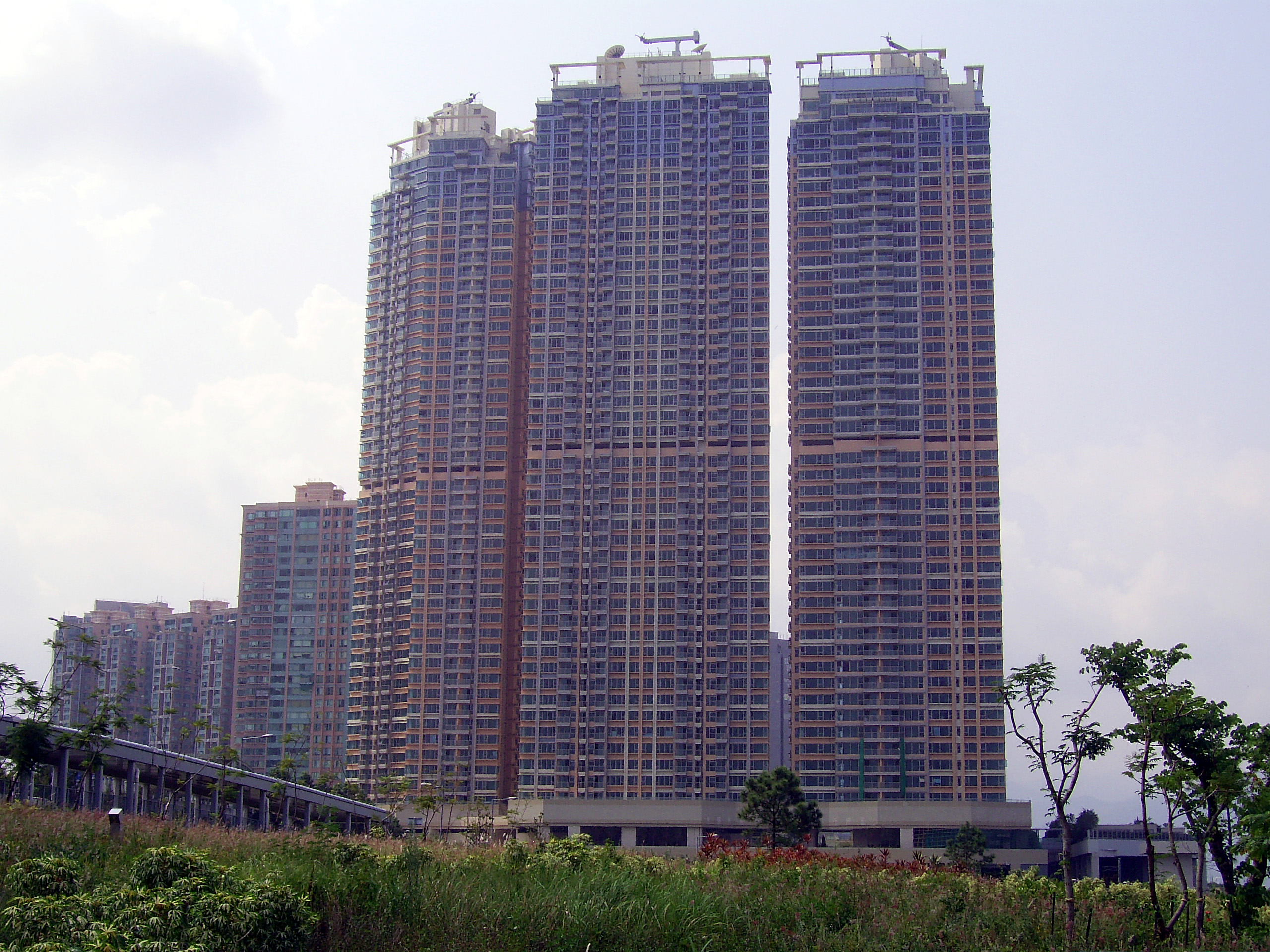
銀湖·天峰東面第6—8座
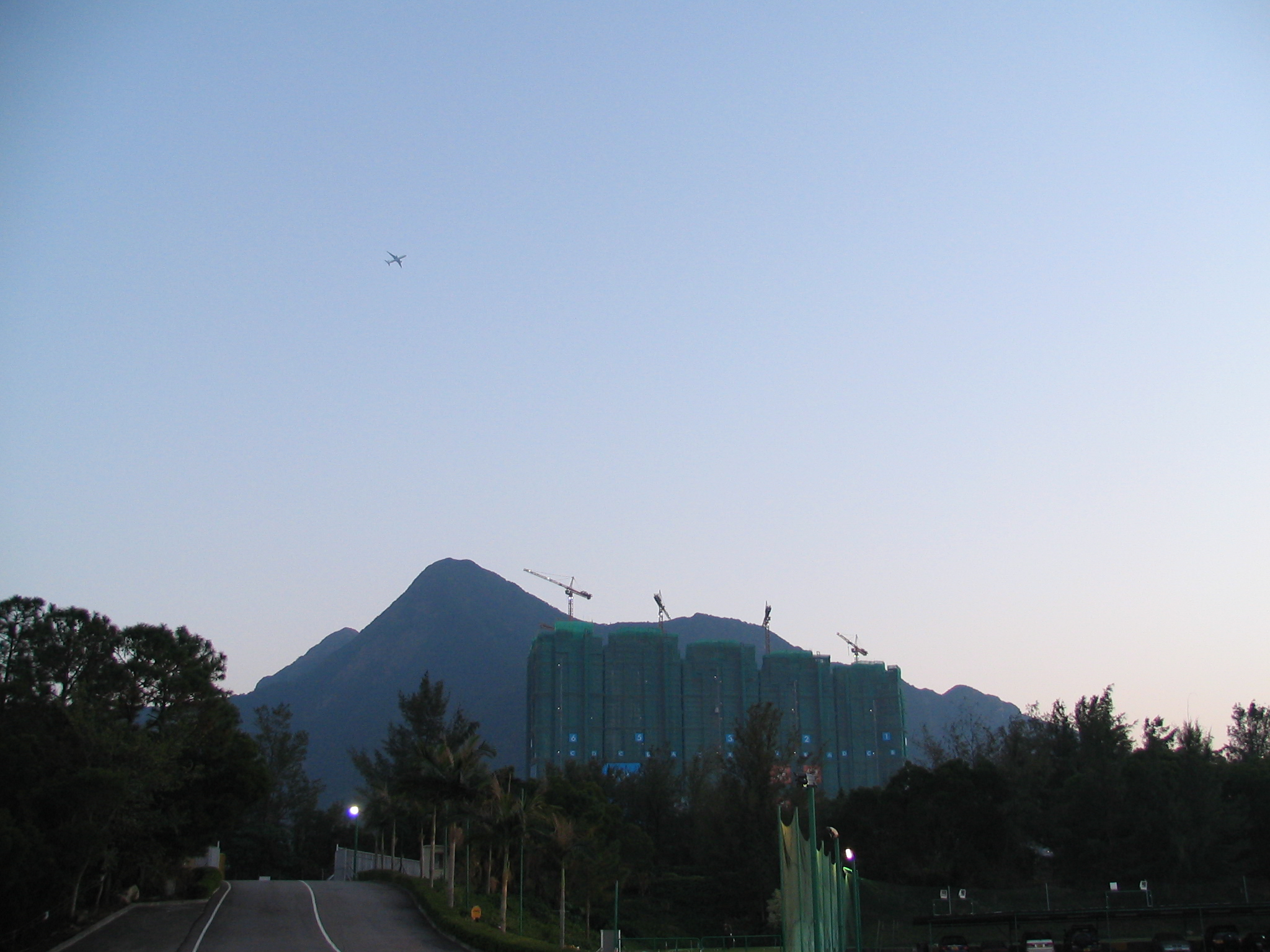
各座樓高度和後面山脊線配合
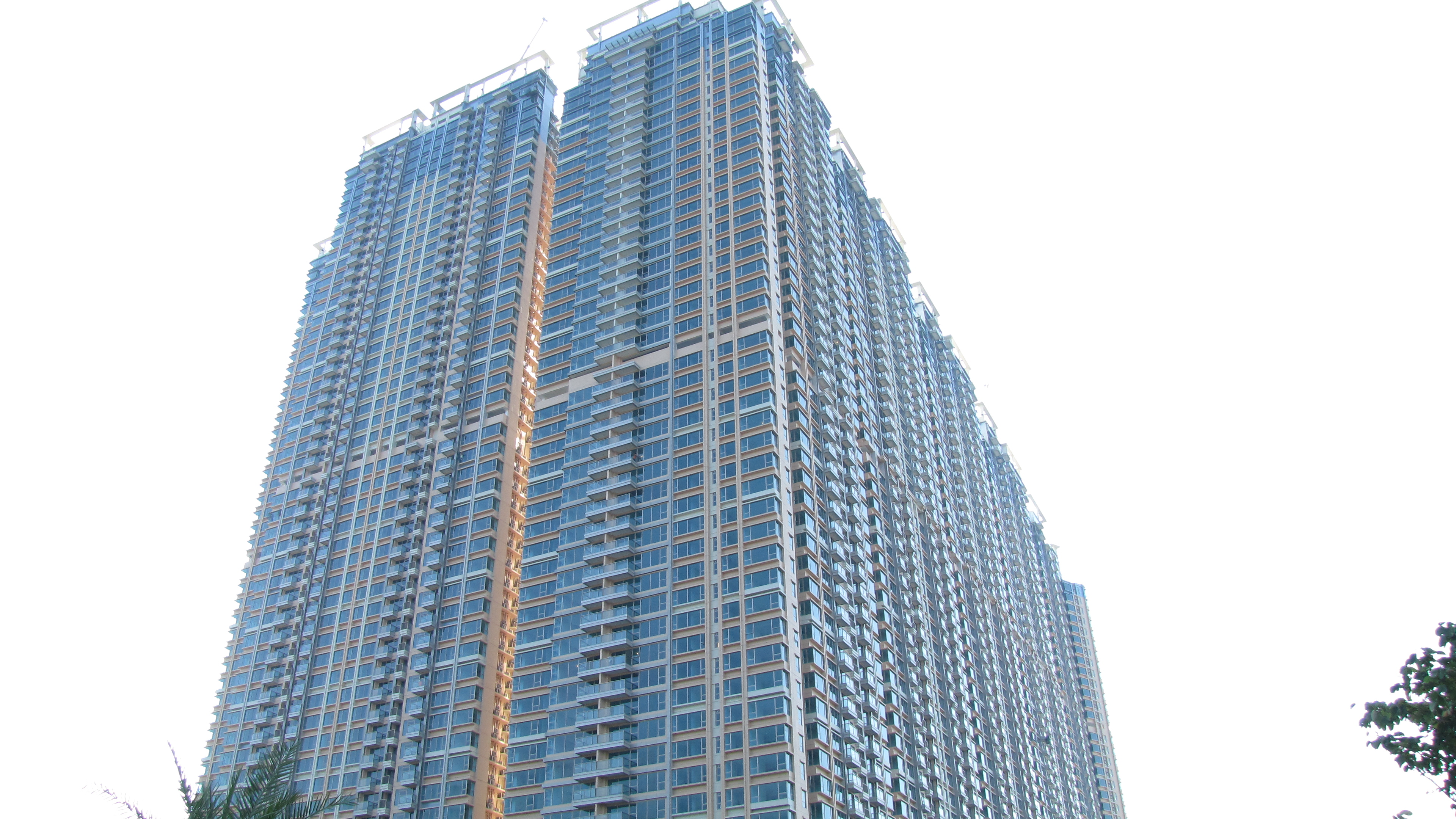
（右）向東細單位，（左）向西大單位

## 住客會所
銀湖·天峰住客會所命名為「PALACE BY THE SEA」，總面積達360,000平方呎，為信和置業旗下的樓盤御龍山「Palazzo Derby Clubhouse」的 1.5倍。會所設有全港首創的私人島嶼（位於烏溪沙站天台），島上設3幢獨立董事大屋及多個泳池。會所還設有三間宴會廳，包括水伊甸宴會廳、藍寶皇室宴會廳和紅寶皇室宴會廳。其他設施包括50米長歐洲湖泊式戶外泳池、室內恆溫泳池、樹屋親子樂園、健身室、室內孩子樂園、園林燒烤、室內多用途運動場等。
住客會所原由Methanoia Studio設計，最初方案採用現代泰式酒店風格。但後期則改用與旗下的樓盤御龍山一樣風格的歐洲皇殿式設計。
2020年1月，受到新型冠狀病毒影響，會所於1月26日至3月1日關閉，以進行消毒工作。

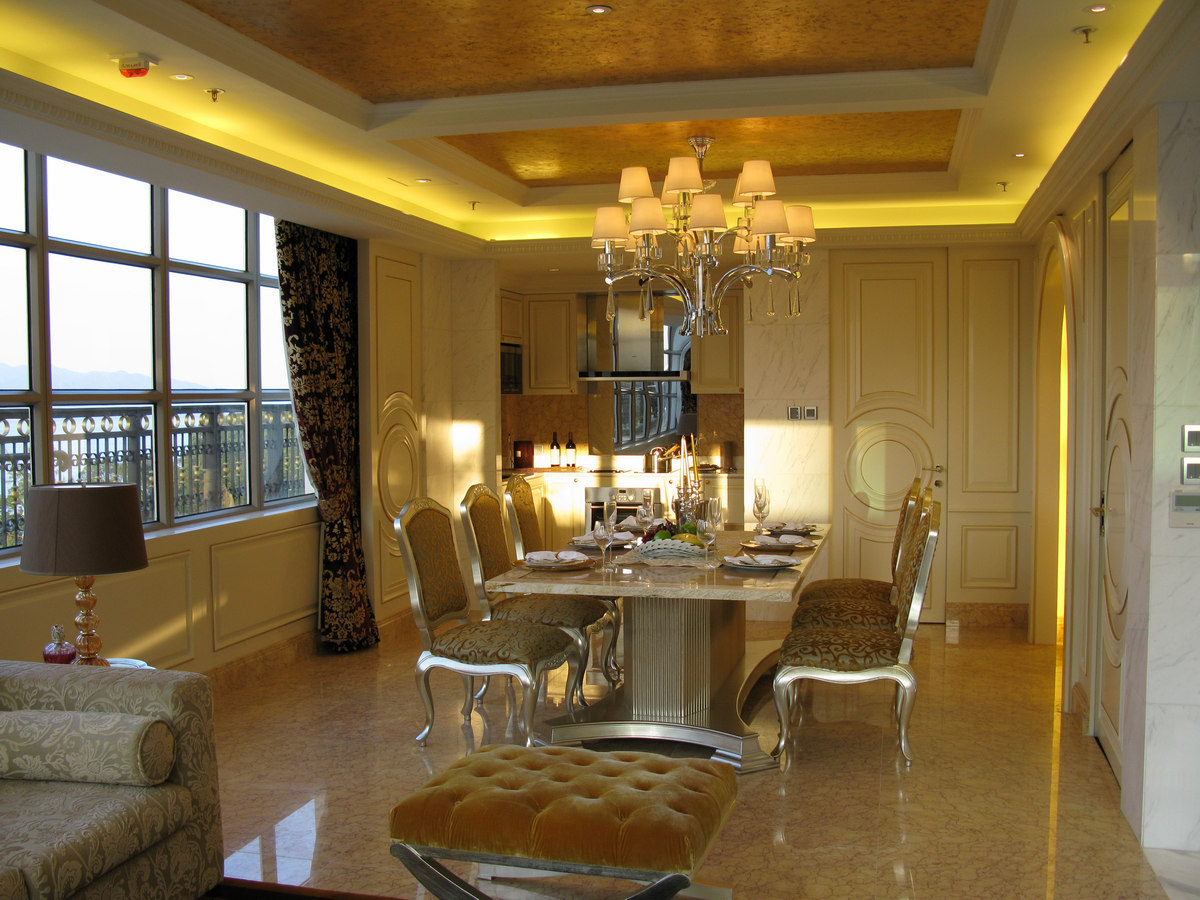
藍海洋鑽石大屋（其中一幢獨立董事大屋）
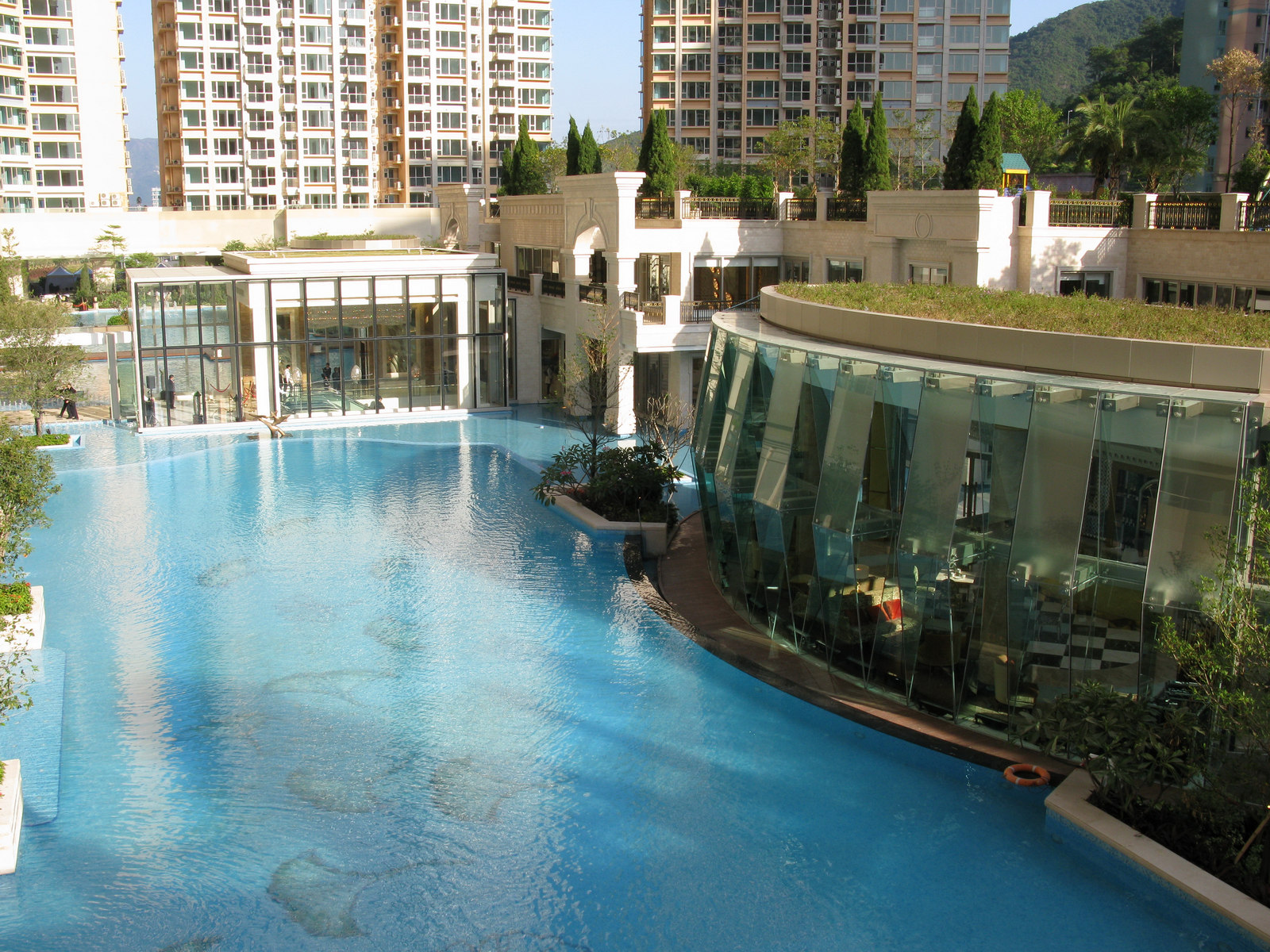
藍寶湖（戶外泳池）
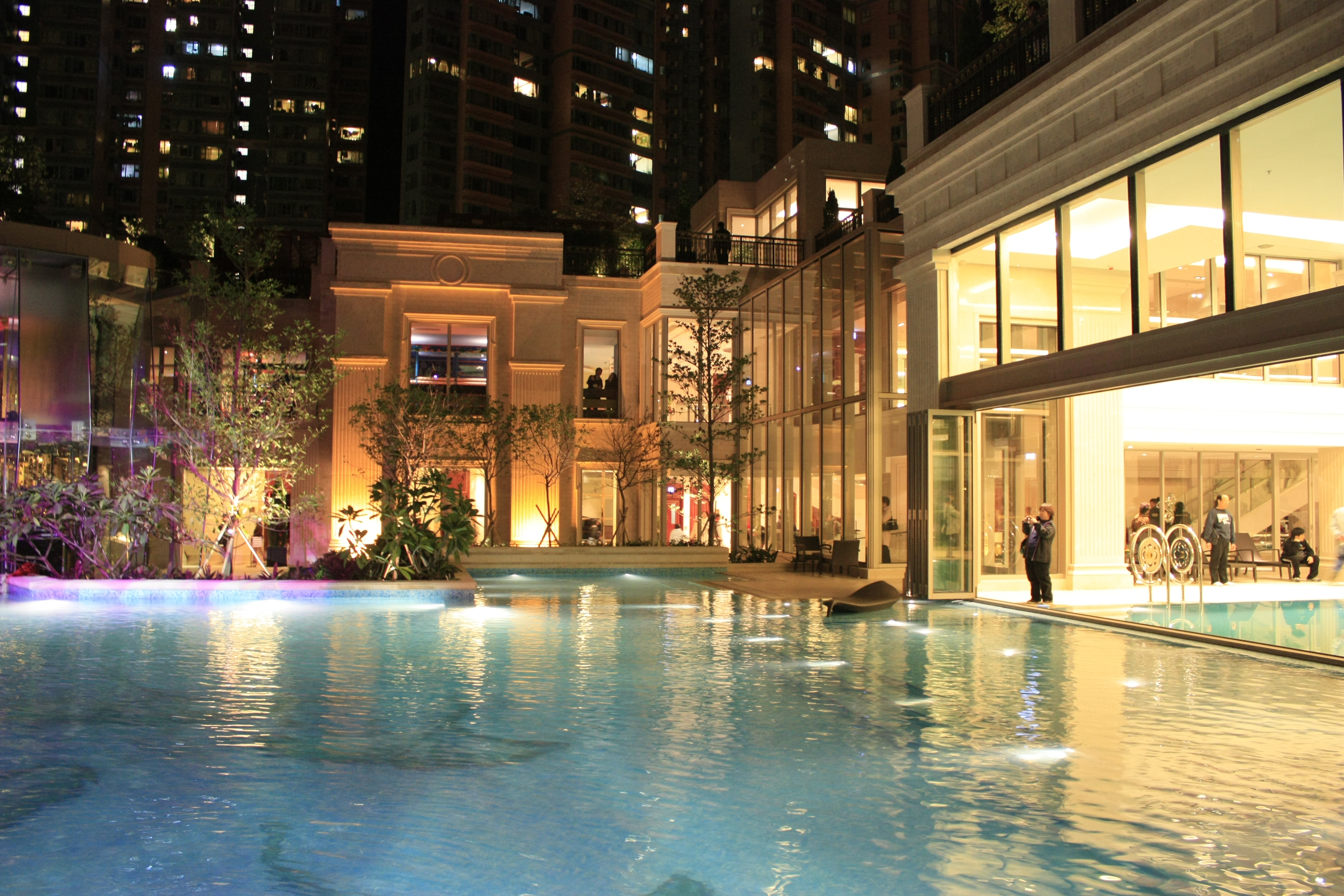
藍寶湖夜景
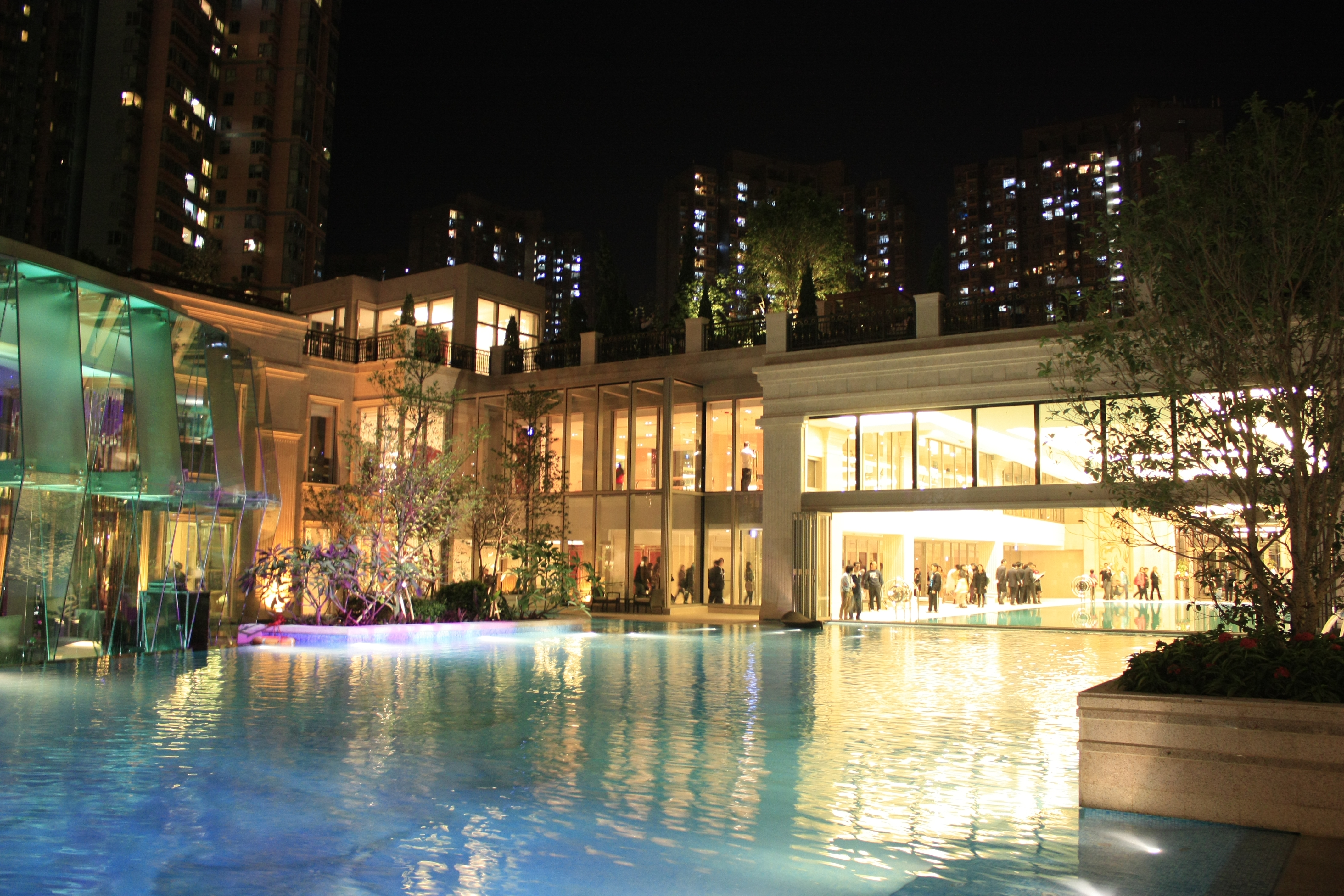
藍寶湖夜景
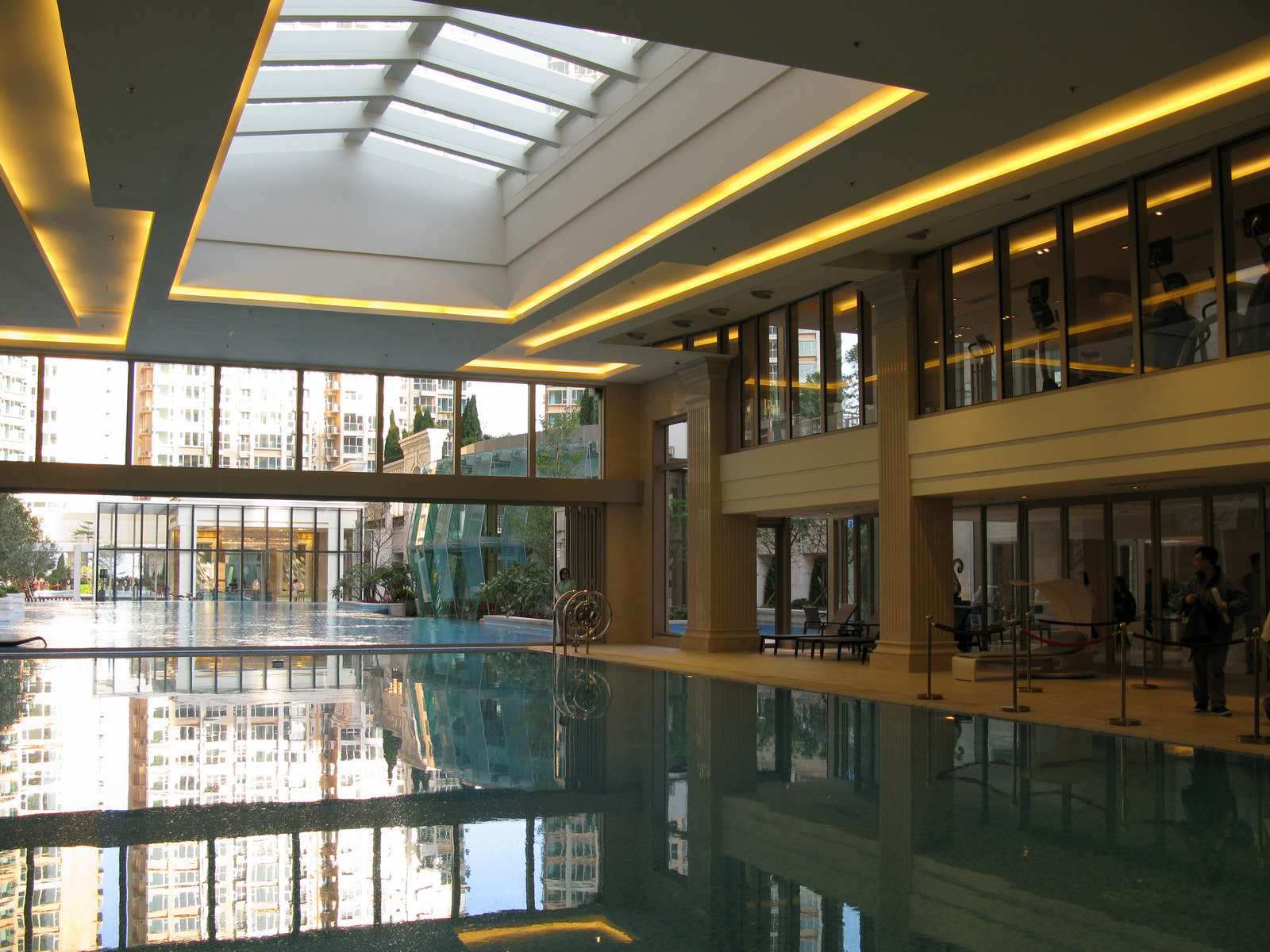
室內恆溫泳池
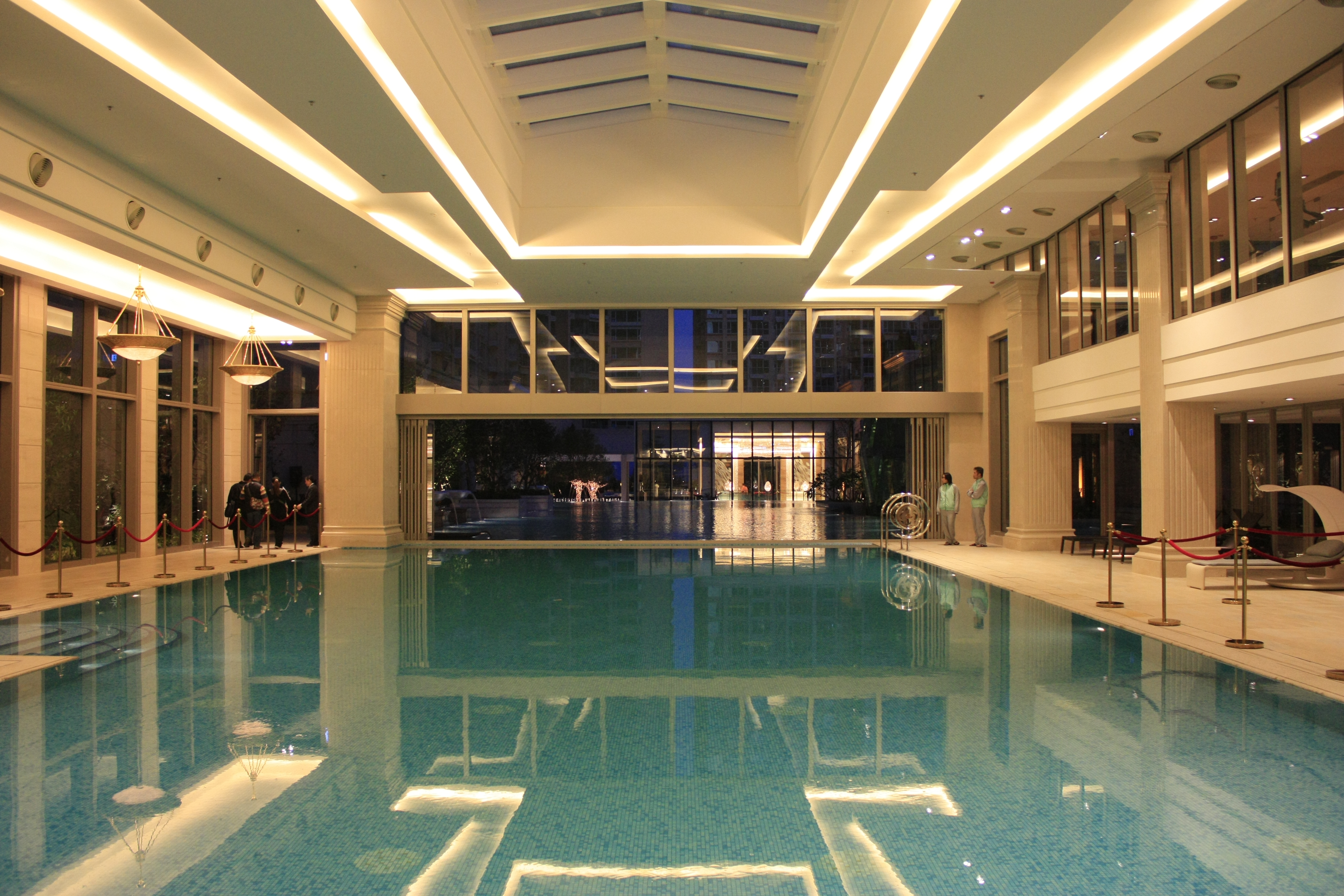
室內恆溫泳池夜景
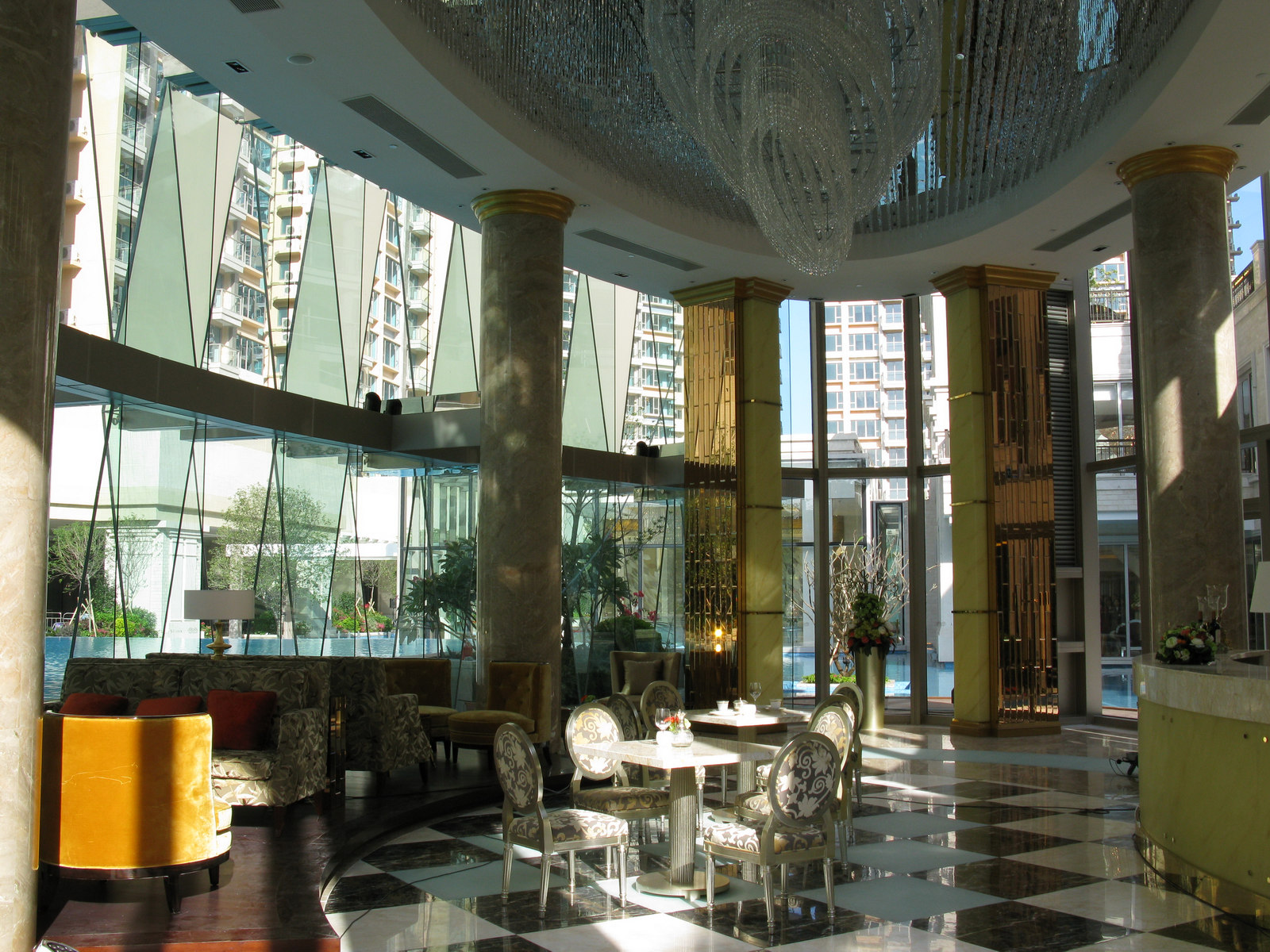
藍寶皇室宴會廳
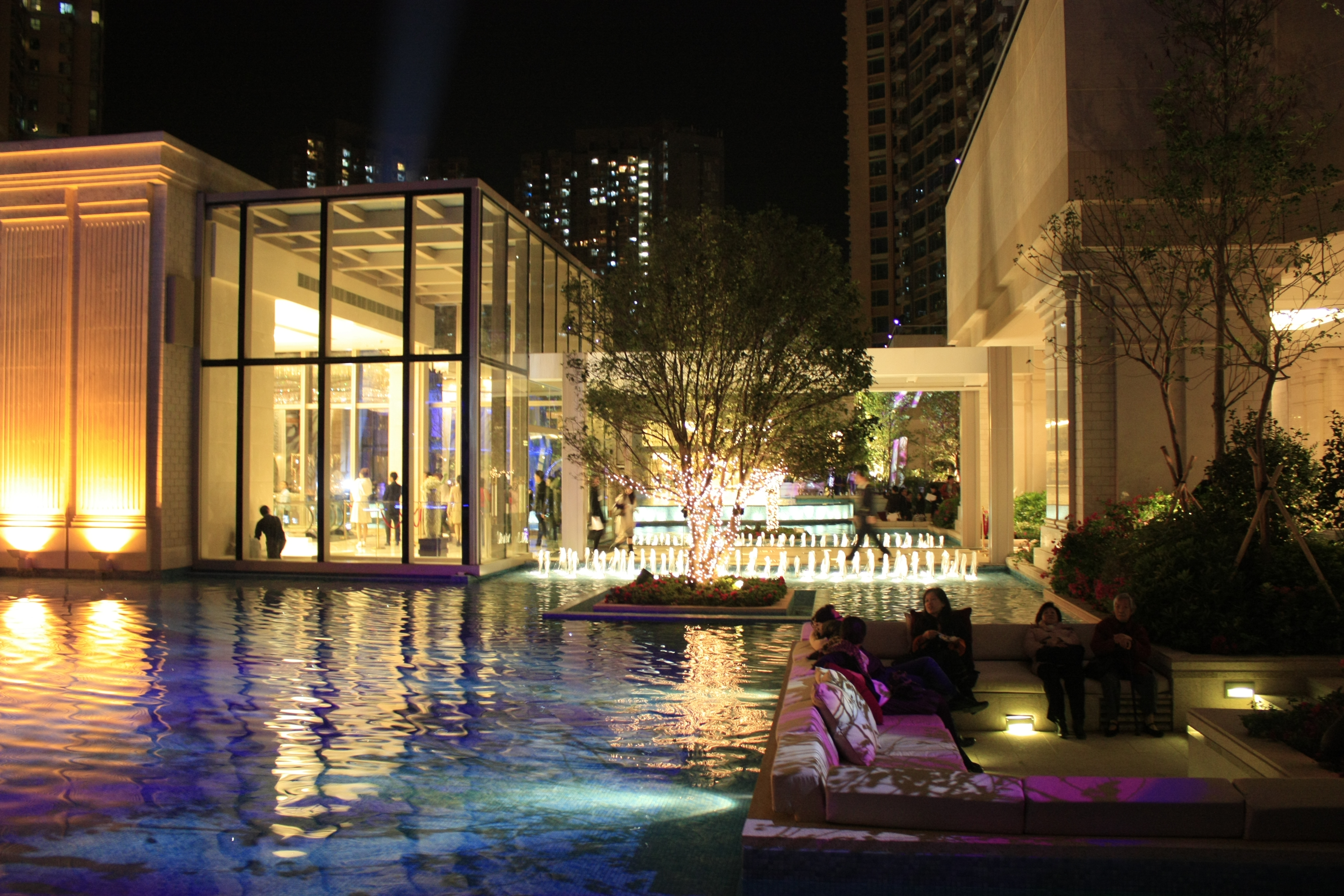
珍珠大堂夜景（住宅入口）
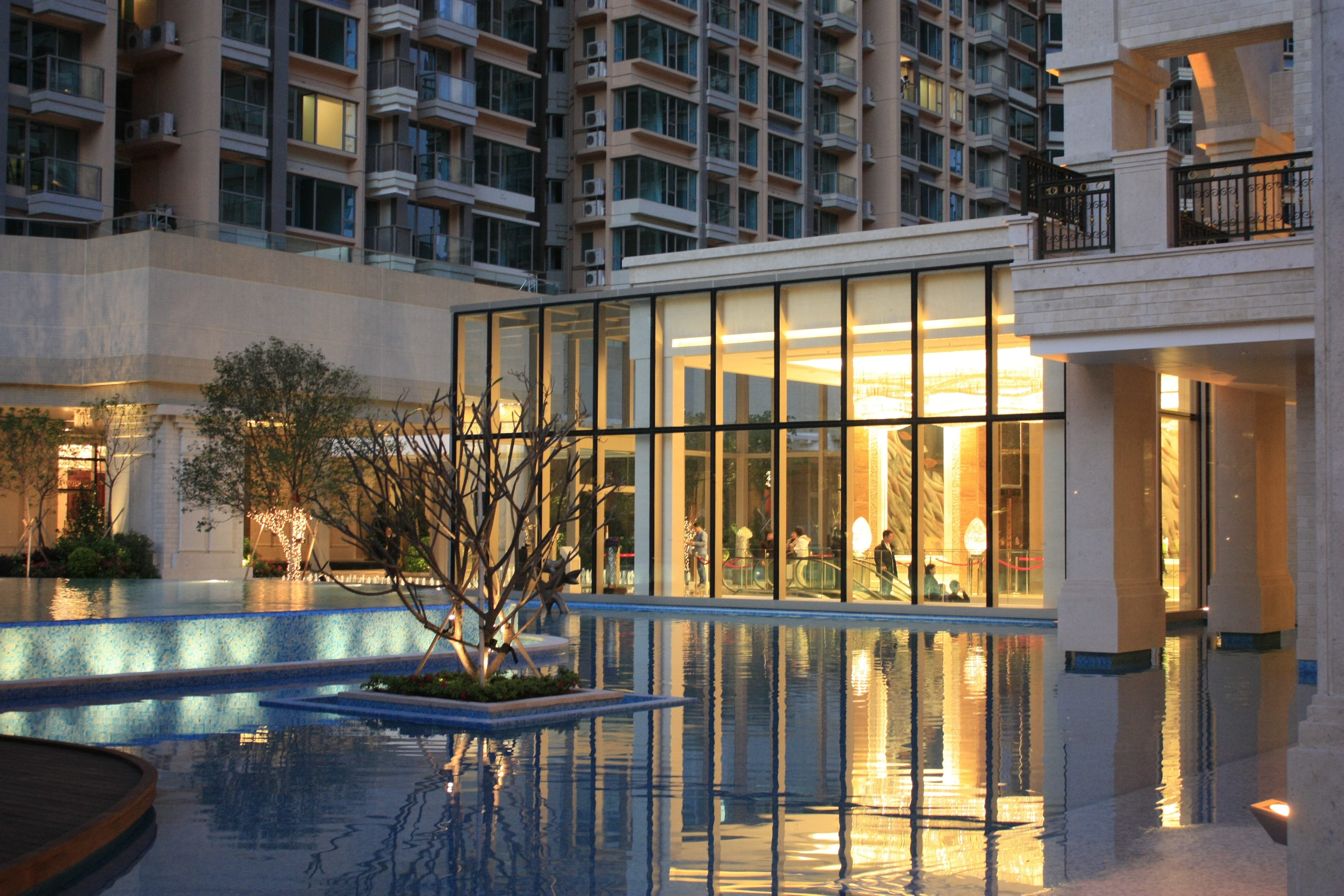
珍珠大堂夜景（住宅入口）
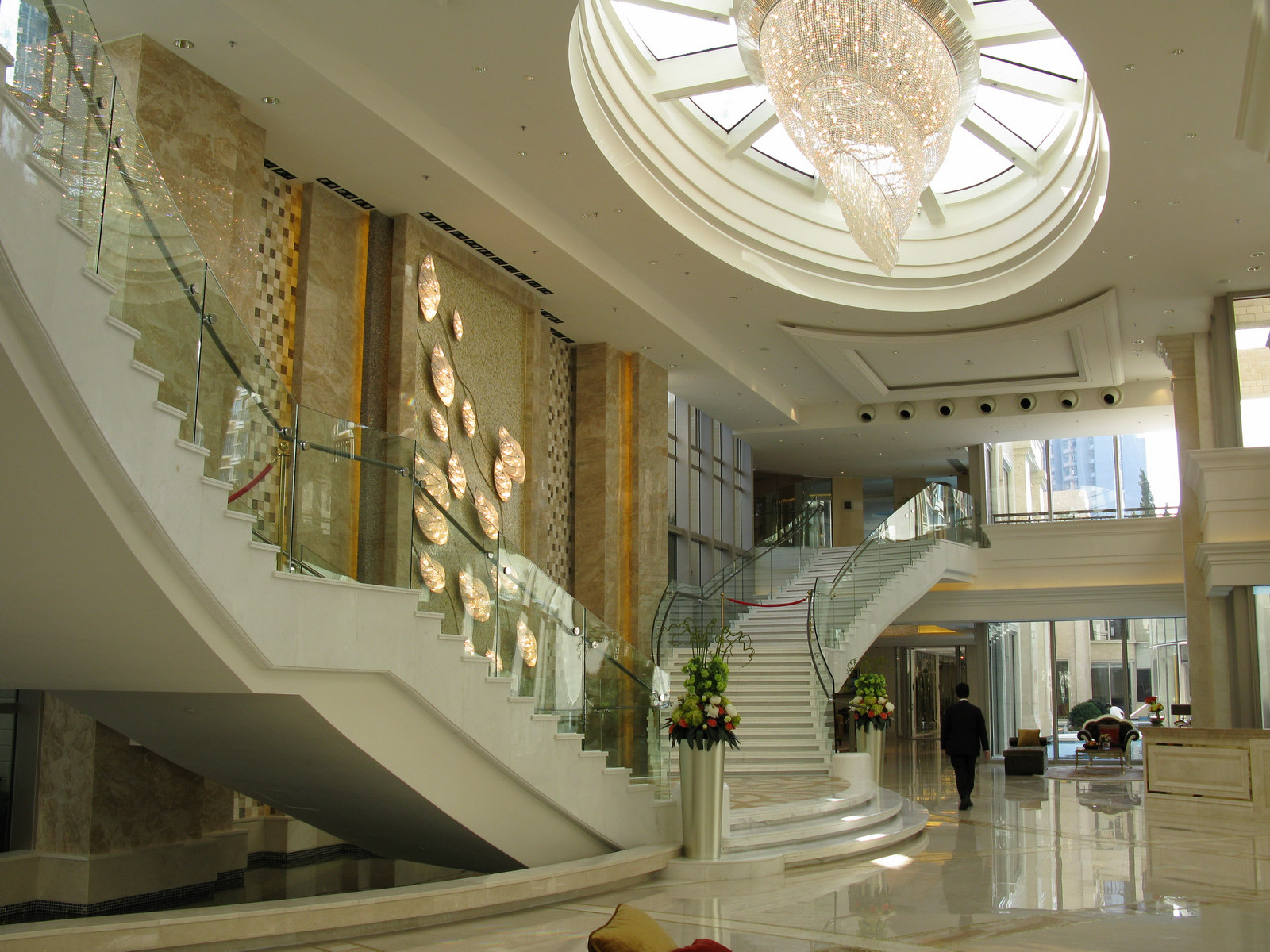
Palace by the Sea會所入口大堂及水漾階梯
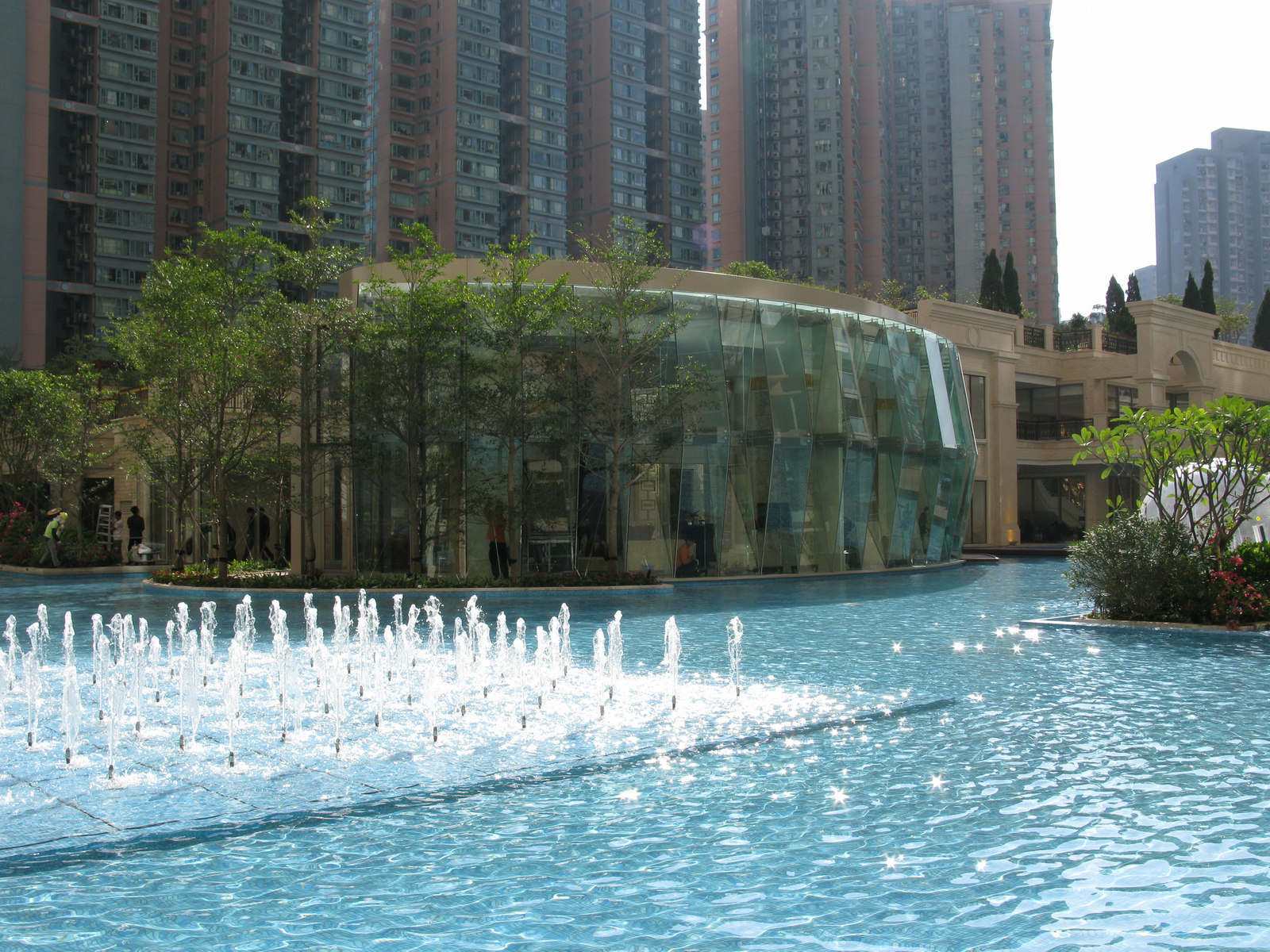
紅寶湖
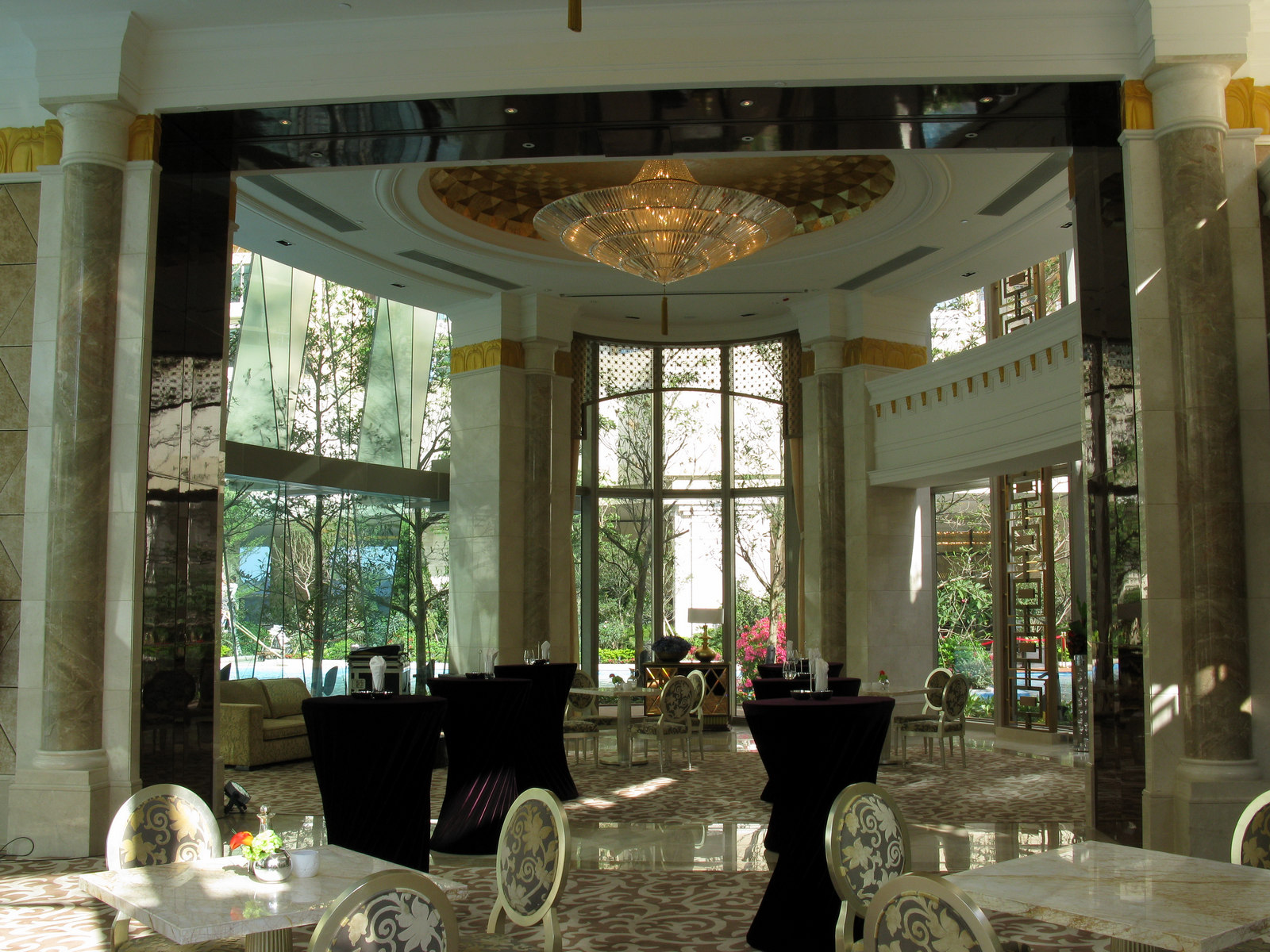
紅寶皇室宴會廳
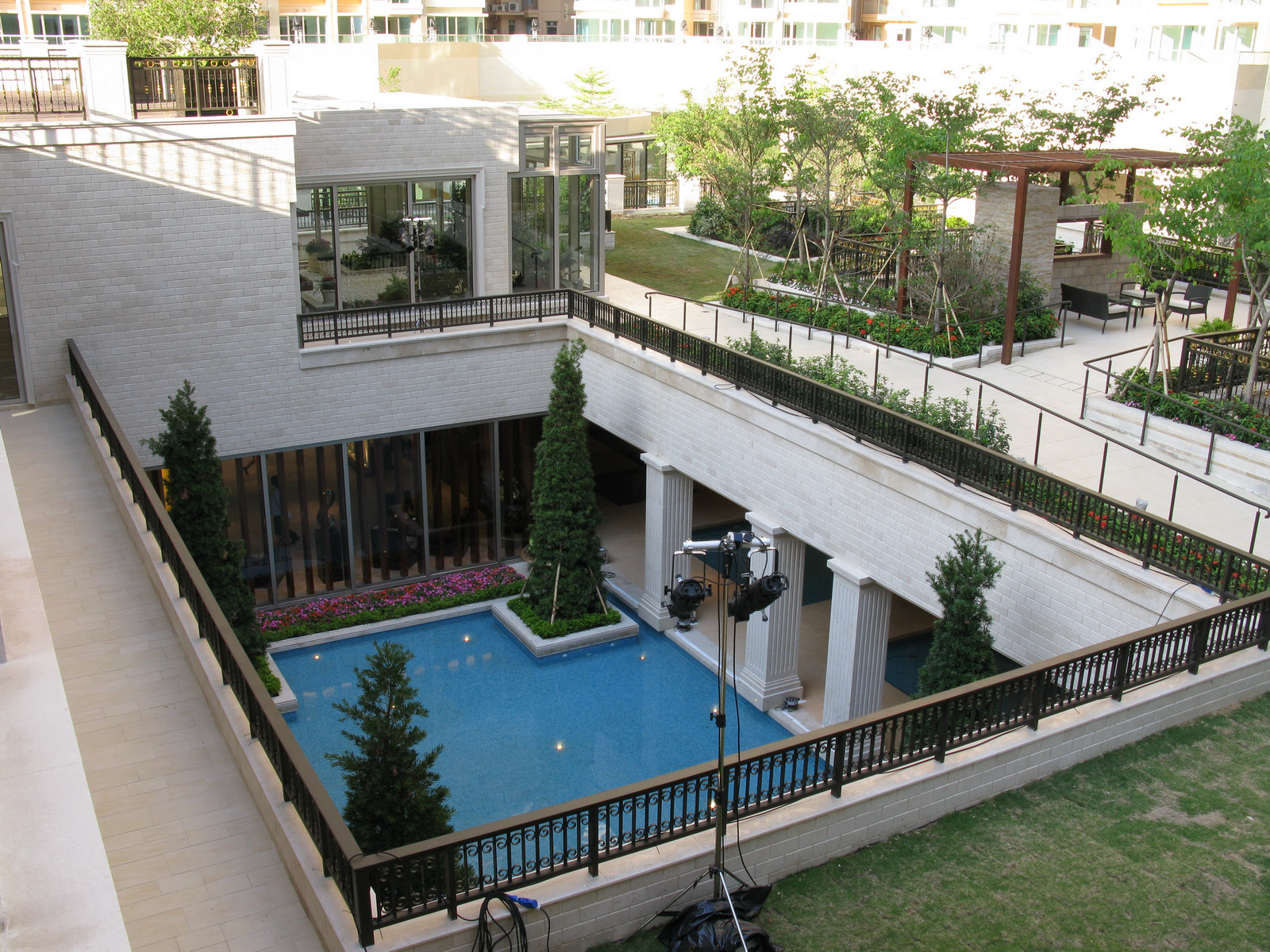
水伊甸（左）及圖書花園（右）
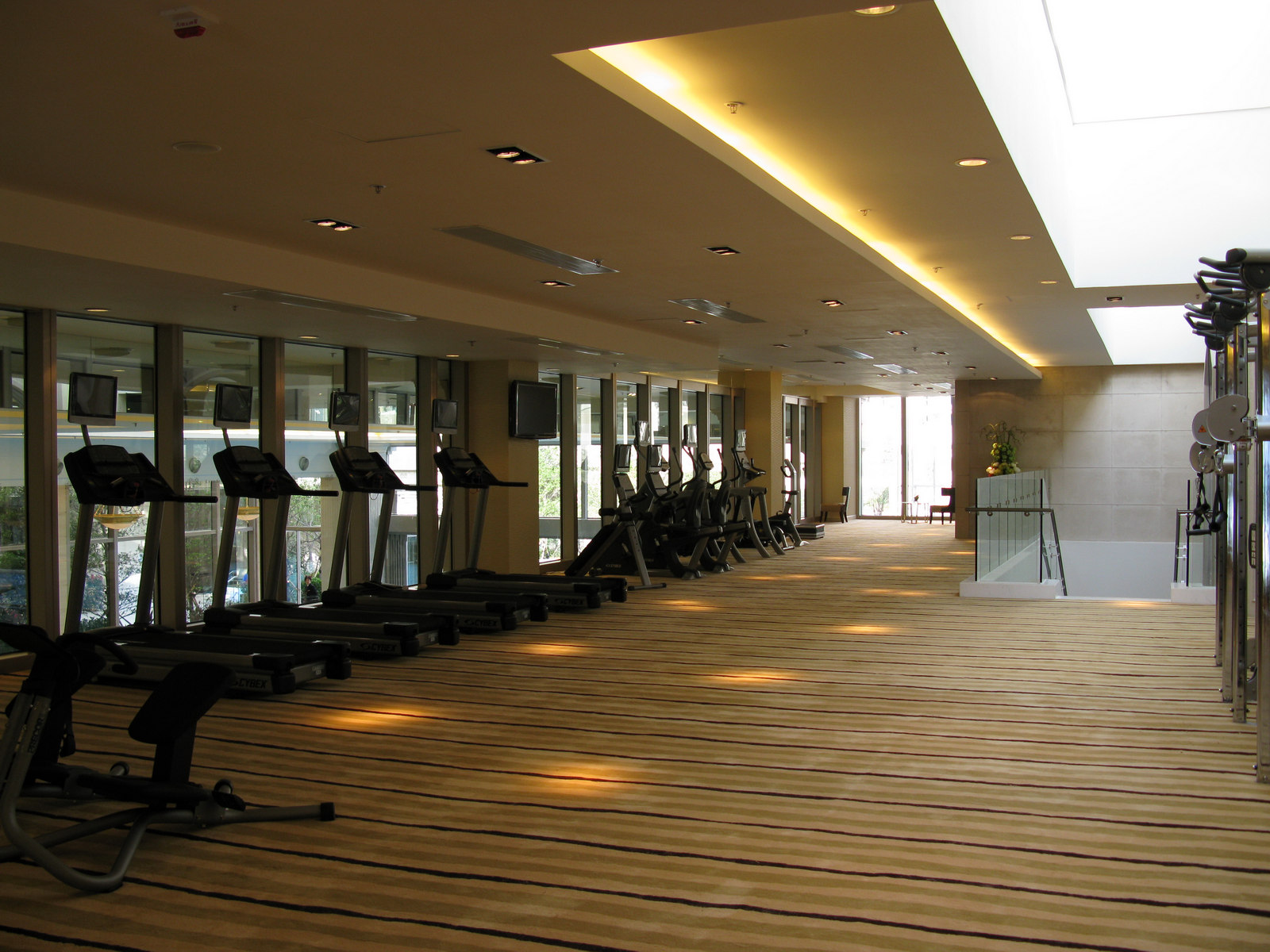
健身室
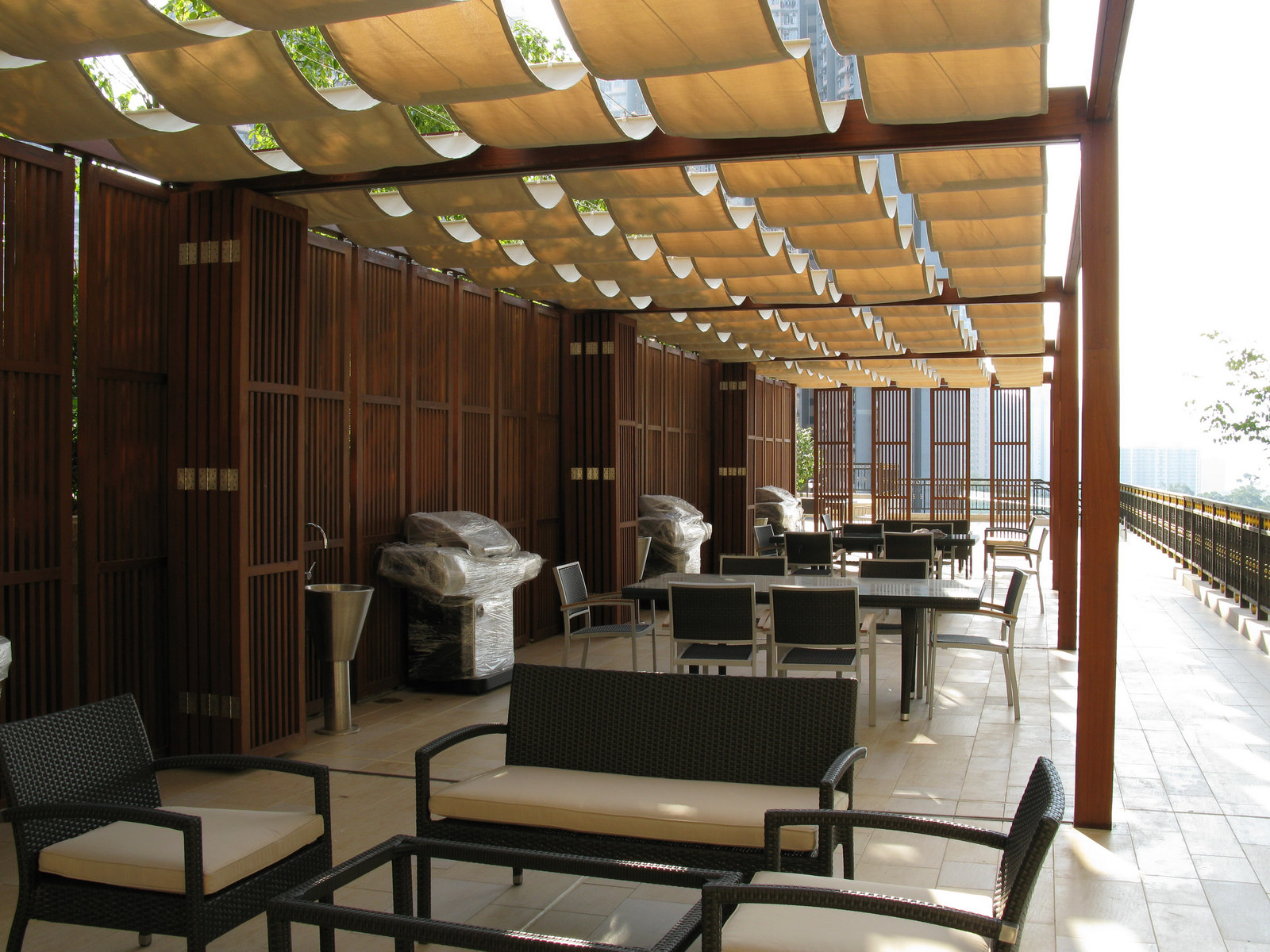
園林燒烤
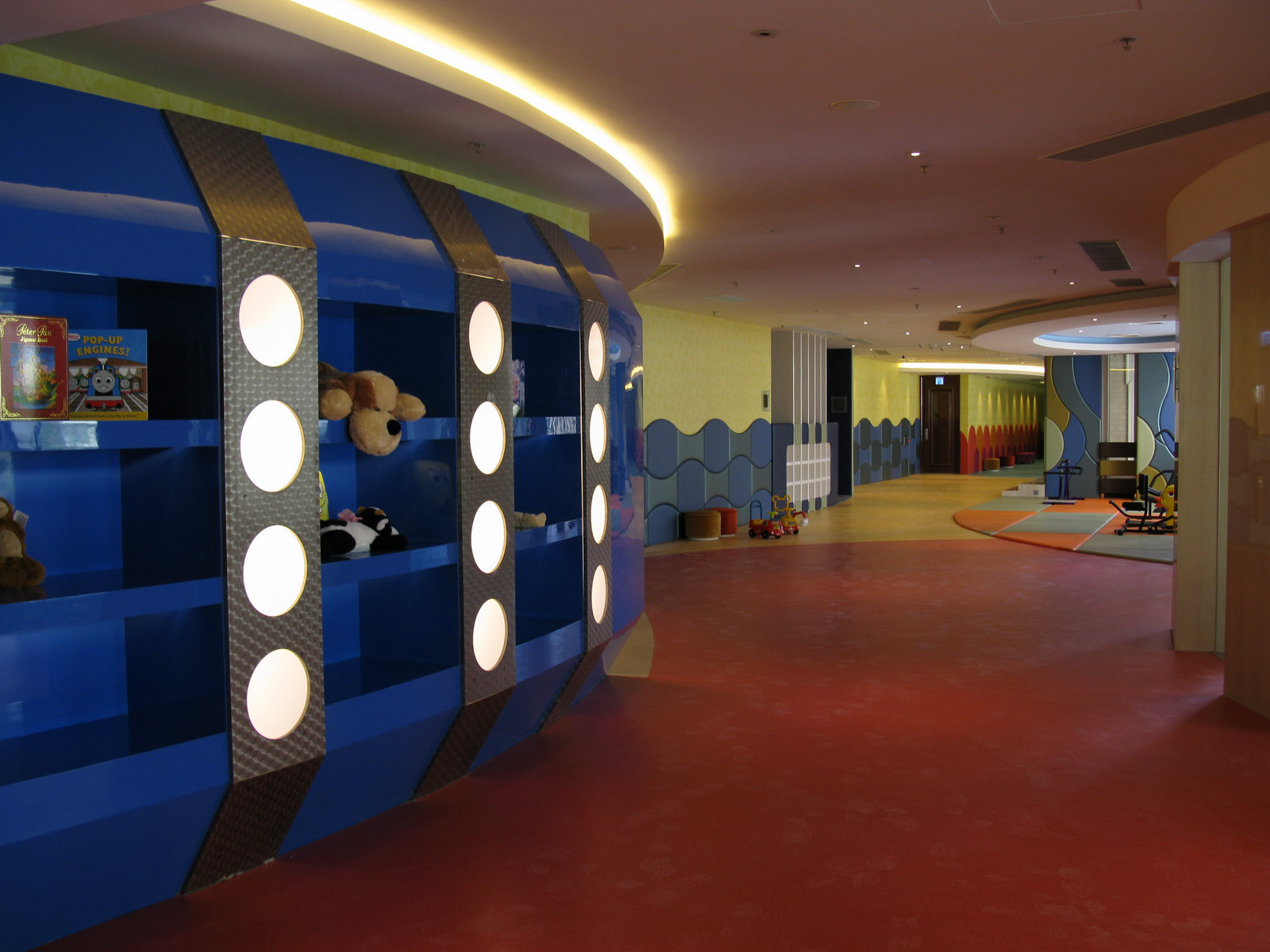
兒童健身天地

## 事件/軼事

### 深圳地鐵人員參觀地盤
2007年10月9日，九鐵物業部主管曾帶領深圳市地鐵集團物業發展分公司人員，到本項目、名城及御龍山地盤視察建築進度，並向深圳地鐵人員介紹九鐵公司物業發展情況。

### 失實宣傳
2009年11月3日，銀湖天峰電視廣告，被香港廣播事務管理局裁定失實及誤導。局方考慮過相關持牌機構呈交資料及申述後認為： i 物業的景觀對其價值和受歡迎程度非常重要。廣告可以富想像力的方式表達，但物業的重要的資料必須真確，不應具有誤導成分。廣告在結尾的畫面展示了有關物業的全景。這個結尾的畫面顯示該物業位於綠樹環抱的環境，而鄰近並無任何其他建築物，觀眾會以為，這是有關物業的真實描繪，以致廣告失實和誤導；以及 ii 有關持牌機構並沒有作出合理努力，以確定該廣告中的資料屬實。他們應可從發展商的《物業發展資料》中得悉該物業鄰近有其他屋苑，但廣告的結尾畫面卻沒有展示這些建築物。

### 爐具質量問題
2016年10月，有住戶指單位所附送西門子煮食爐的強化玻璃面板突然發生爆裂。西門子回覆指住戶平常欠缺清潔，因過熱而導致強化玻璃碎裂。唯爐頭說明書並無提供清潔及保養方法。港鐵證實有關事件，指「管理處已派出職員協助及記錄事件，住戶已聯絡爐具商及煤氣公司跟進，近期亦未有接獲同類事件報告」。專家認為是煮食爐老化所致。

### 景觀受阻
銀湖·天峰以“L”形排列的7座樓宇完全遮蔽背後的翠擁華庭，但部分樓宇的海景被迎海阻擋，因此銀湖·天峰中層及低層住戶不能享受海景。

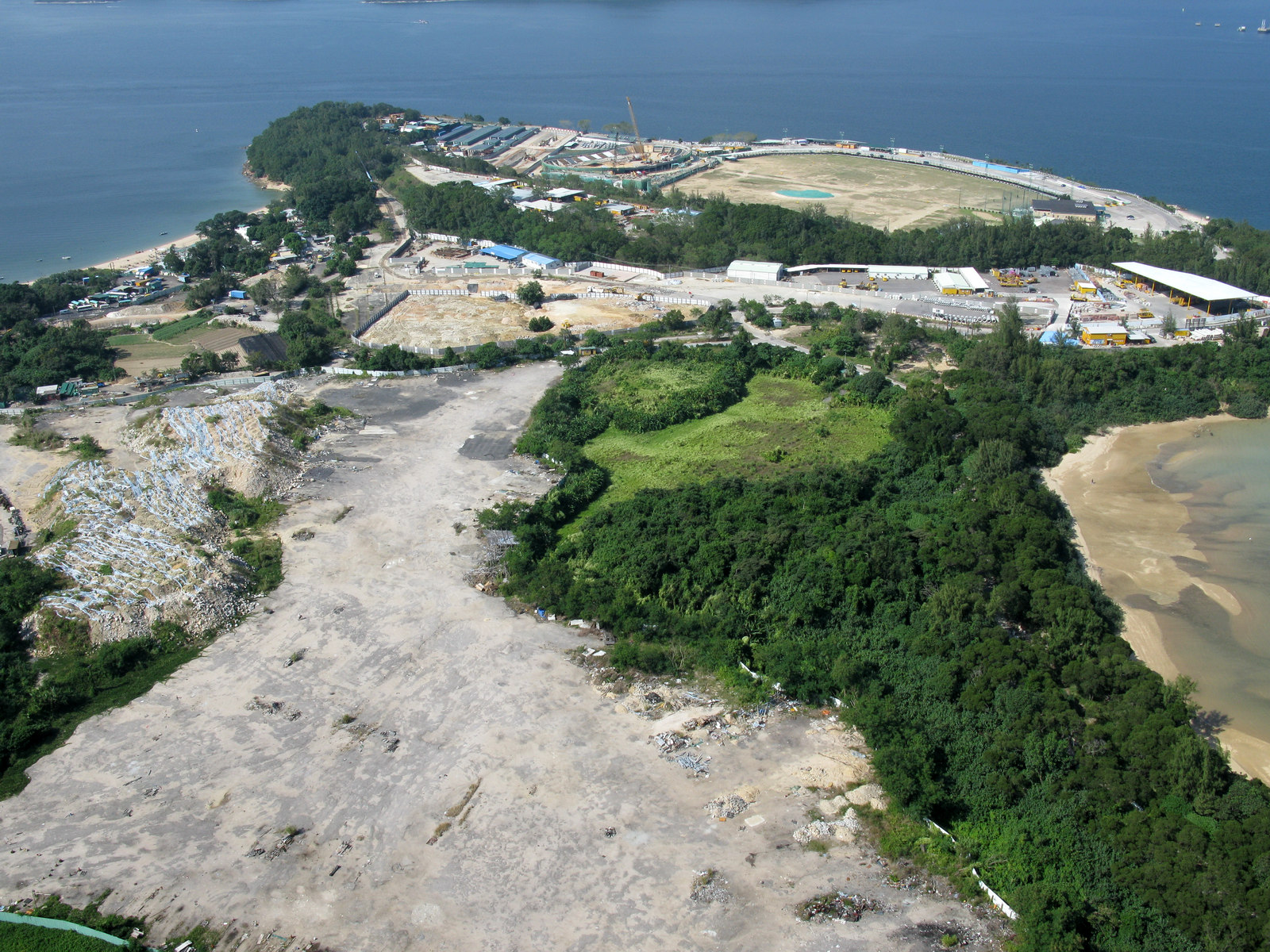
銀湖·天峰第6座65樓（第43層）落禾沙方向景觀，左下方為迎海地盤。
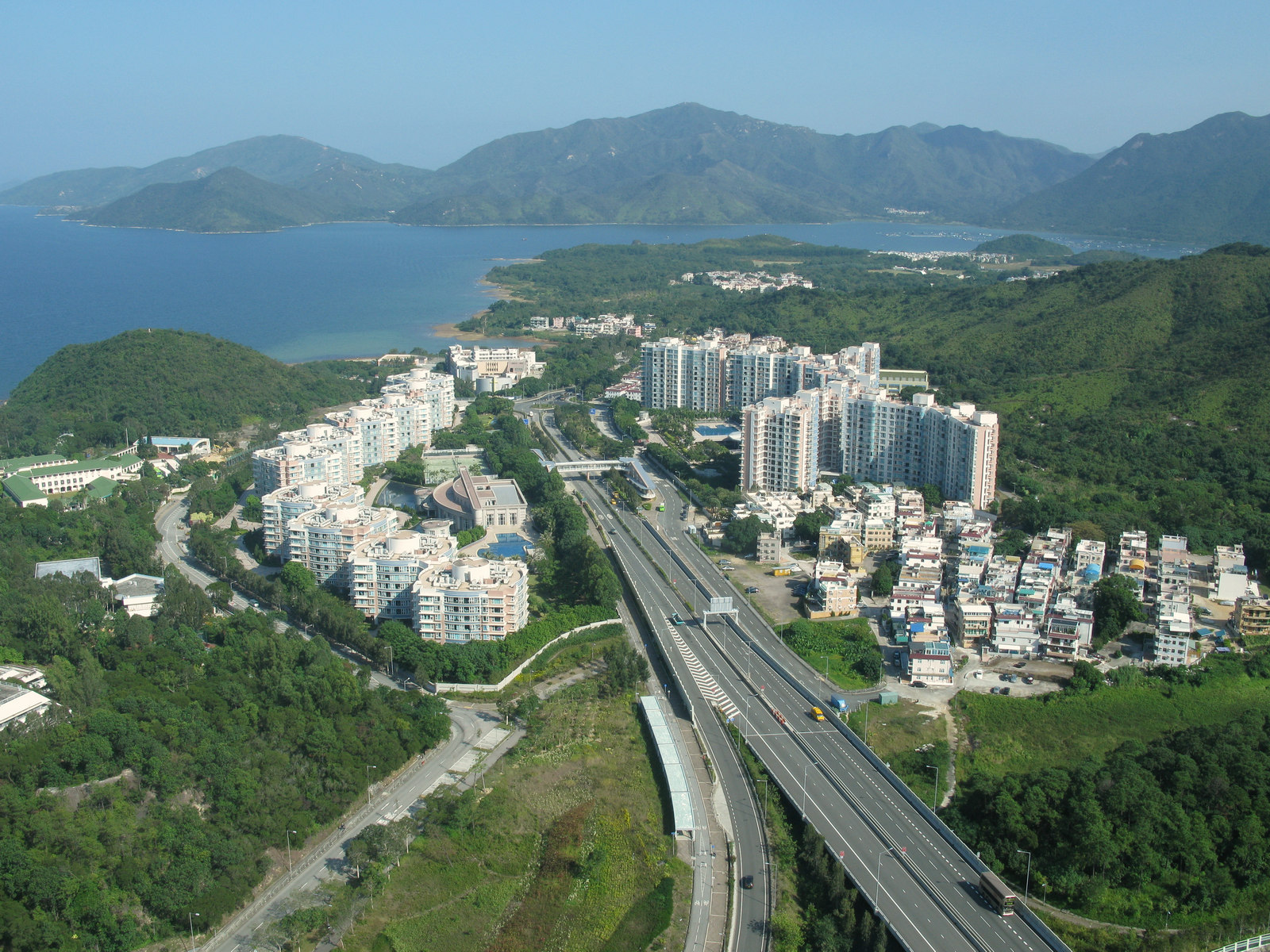
銀湖·天峰第6座65樓（第43層）帝琴灣方向景觀
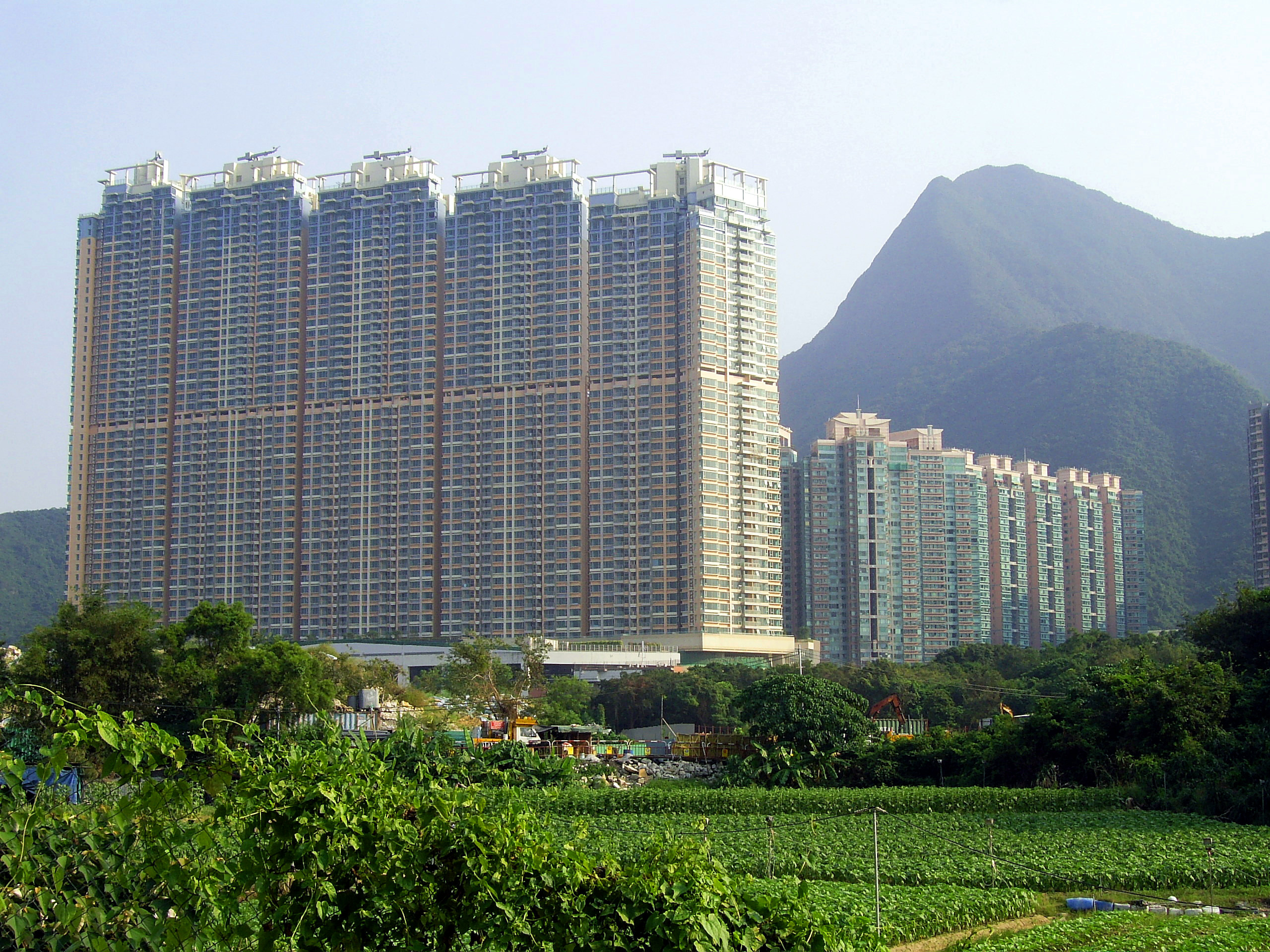
銀湖·天峰與背後的翠擁華庭
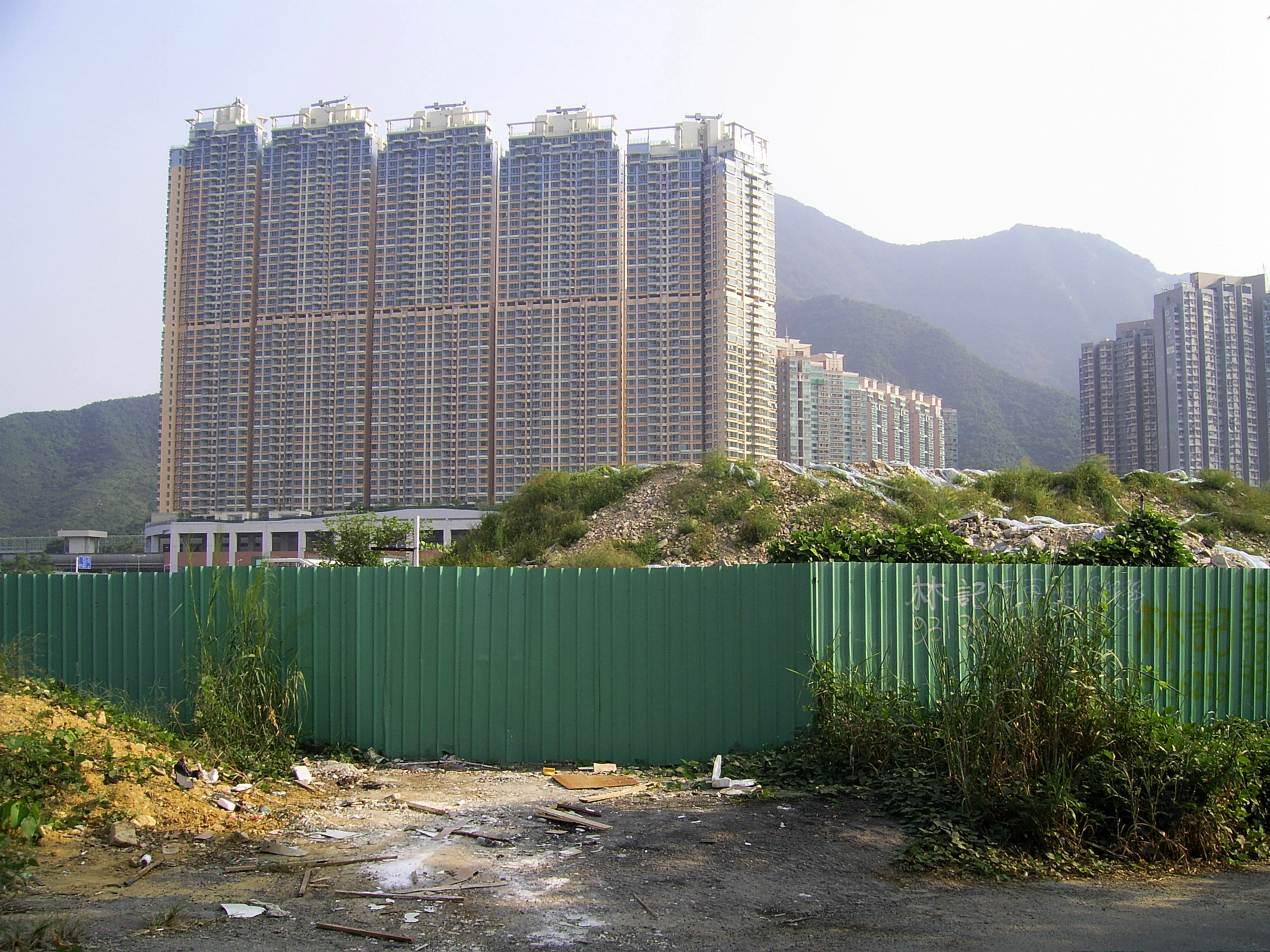
銀湖·天峰前面是迎海地盤
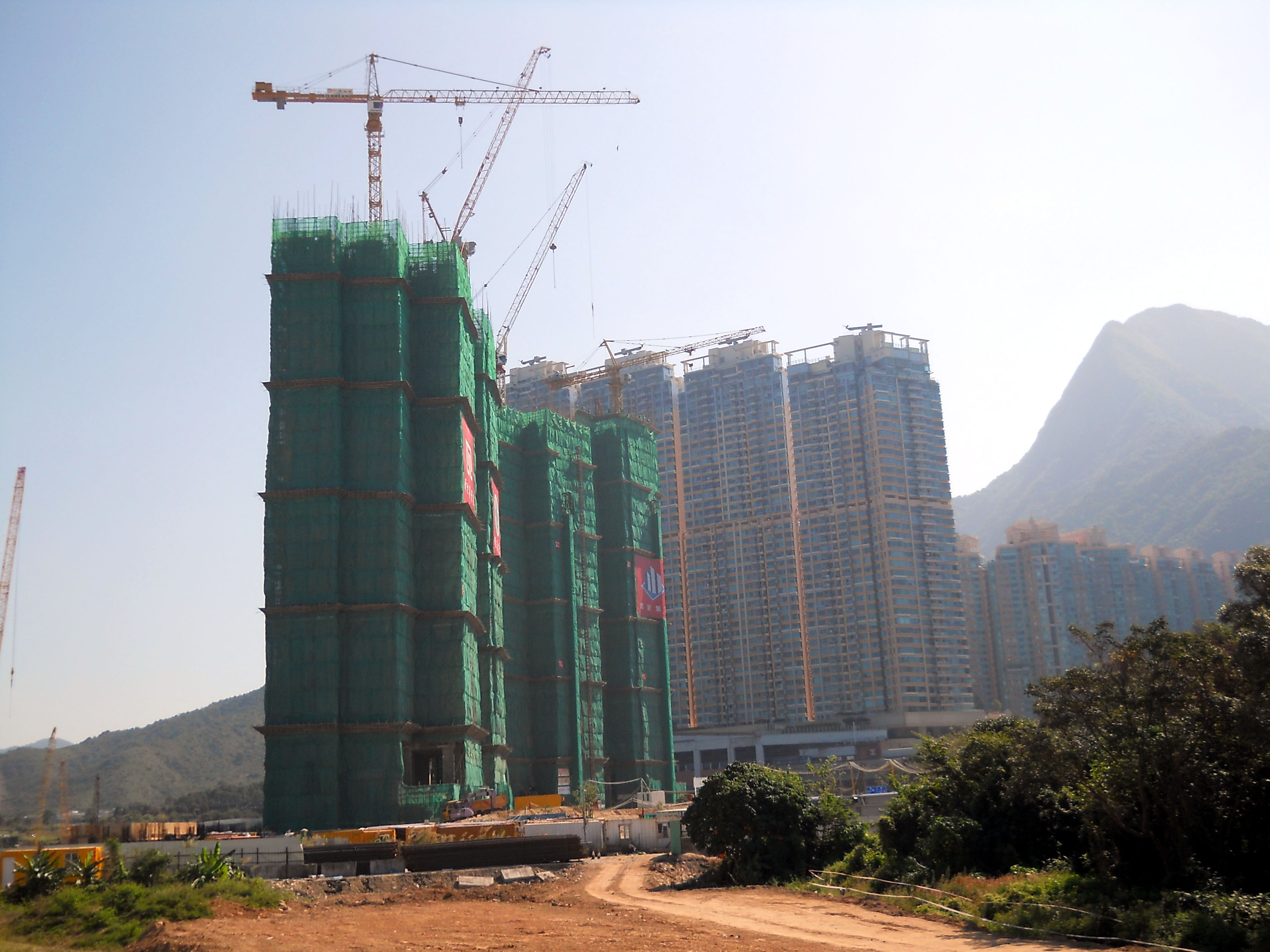
迎海1-5座樓宇座向與銀湖·天峰成直角

## 知名住戶
- 賈佳亞

## 商場

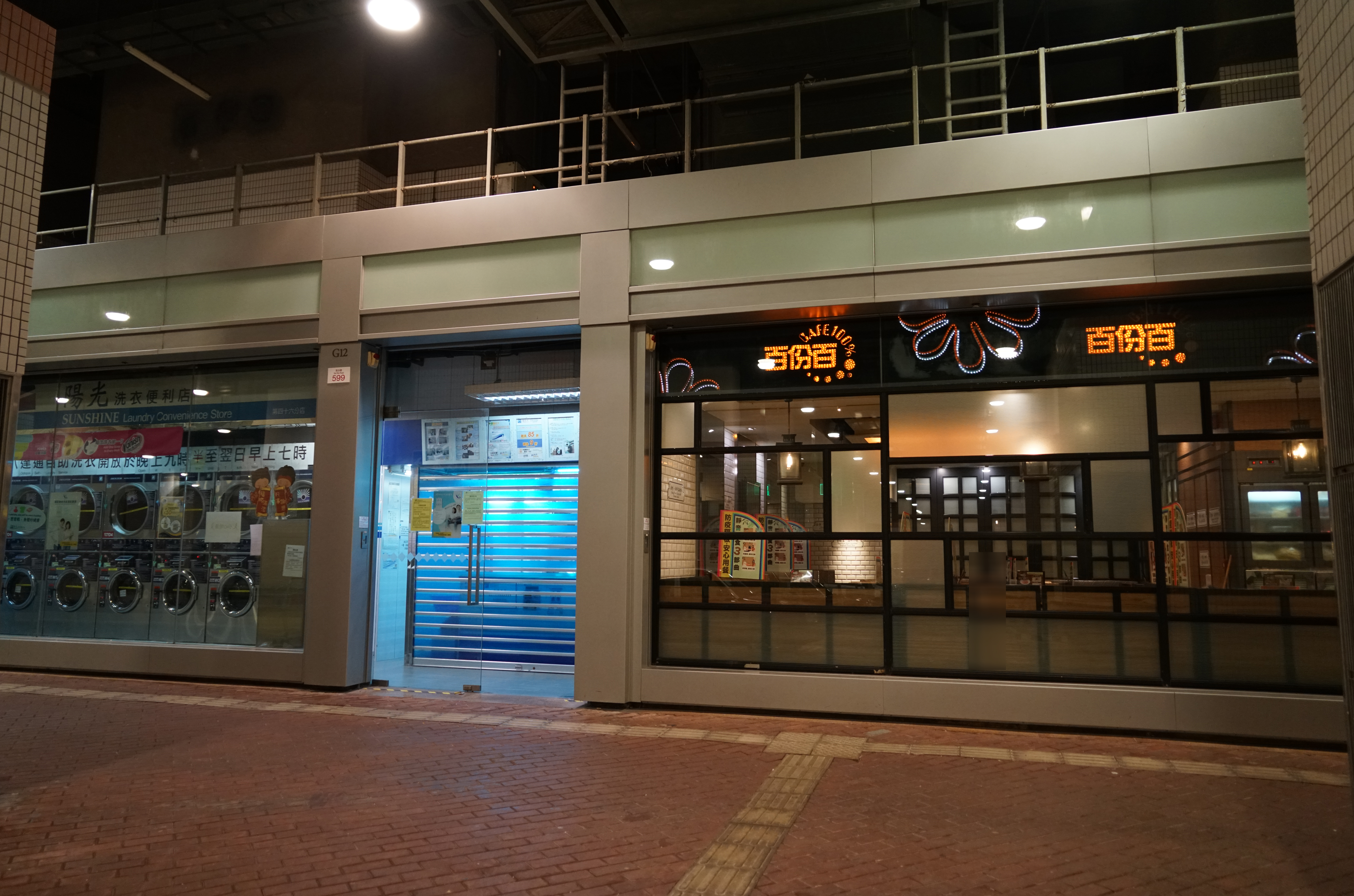
商場洗衣店及百份百餐廳

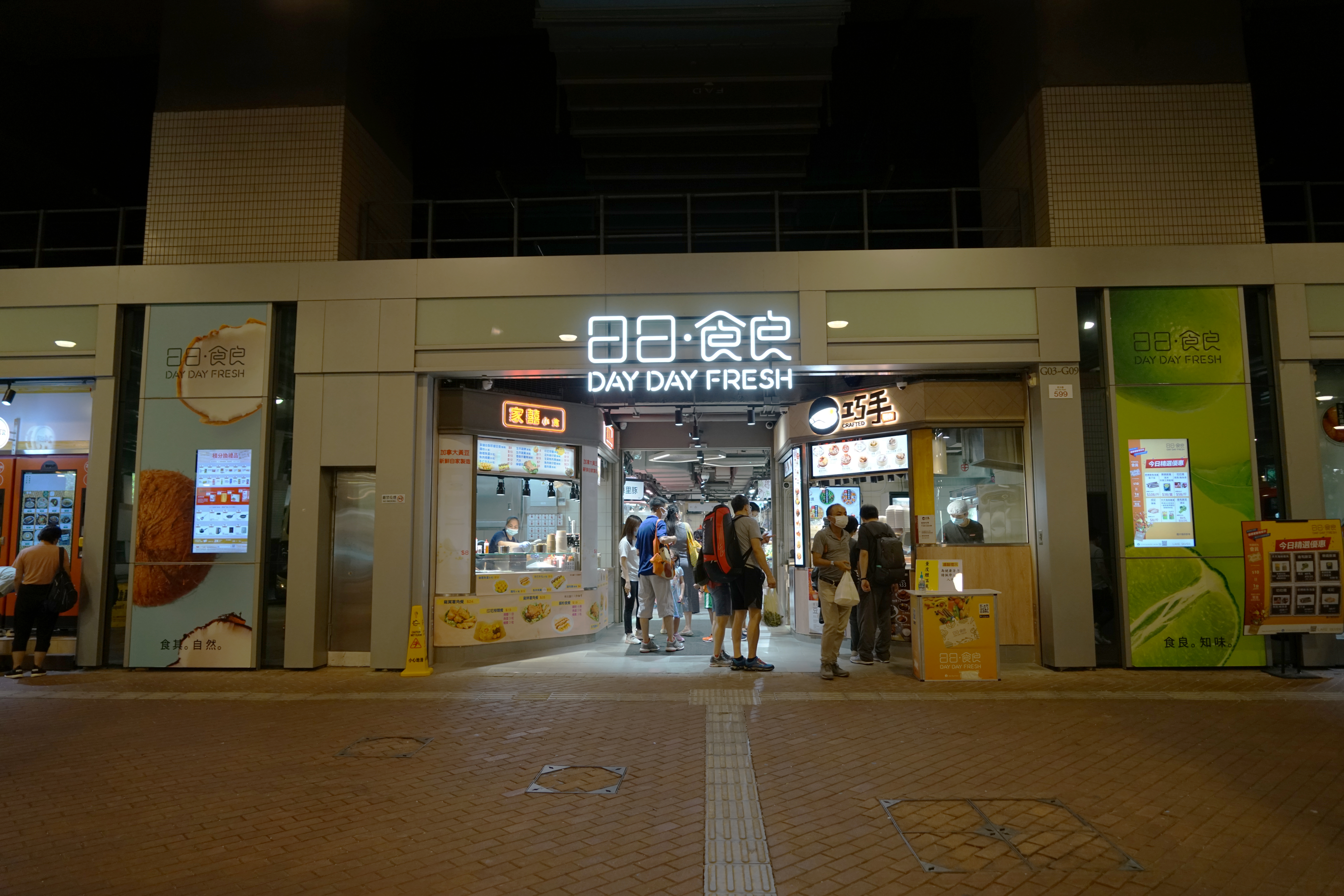
宏安地產將酒樓改為「日日·食良」街市，在2020年5月開業

銀湖·天峰商場位於地面烏溪沙站公共運輸交匯處，總出租面積約31372方呎，設11個租戶，包括惠康超級市場，2家地產代理，酒樓稻坊，百份百餐廳及英王麵包店等。商場原本由信和持有，到2019年1月，宏安地產以6.53億購入商場，包括停車場及地面層及1樓零售商場。業主將酒樓改為「日日·食良」街市，在2020年5月16日開業。

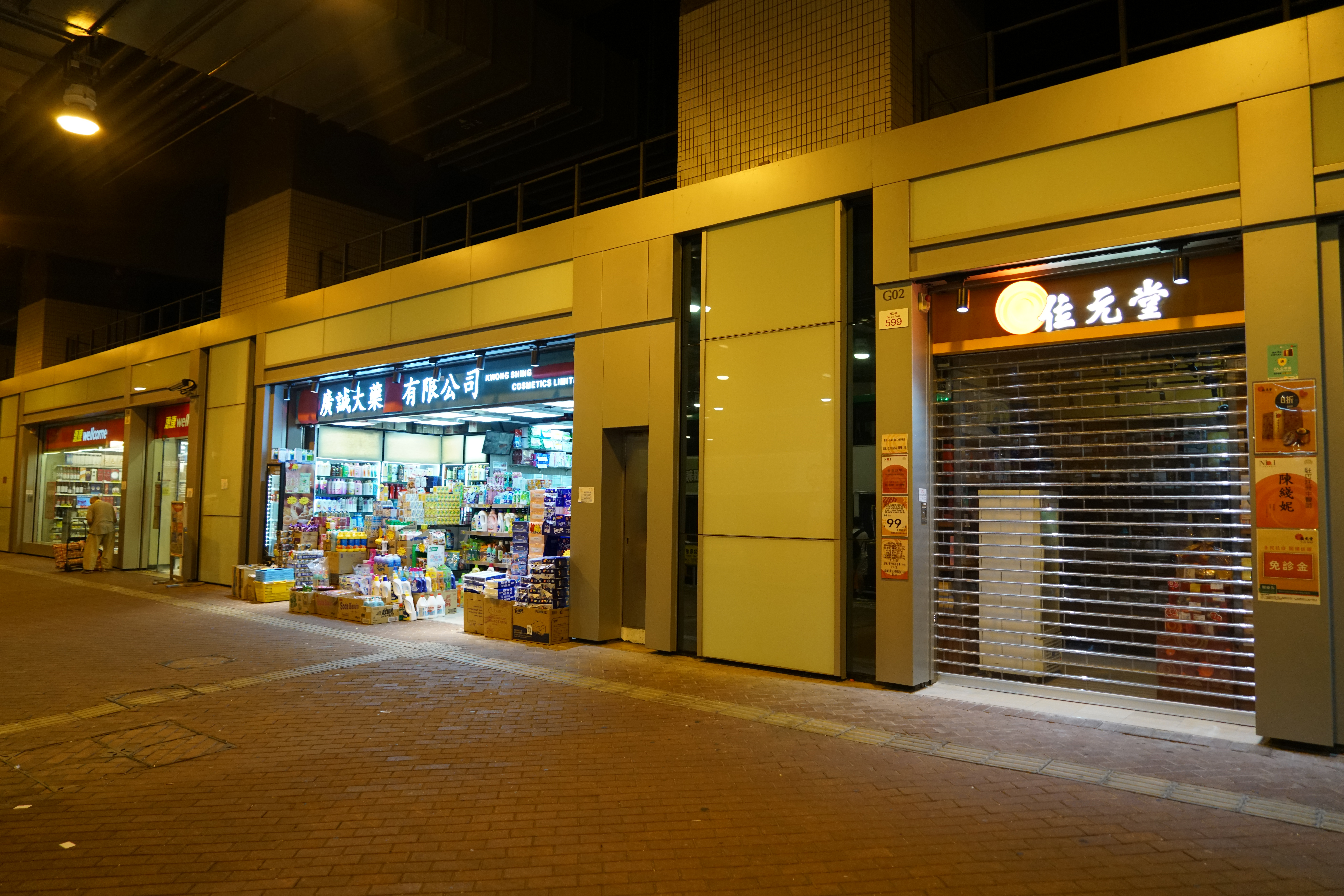
商場惠康超市、藥房及位元堂
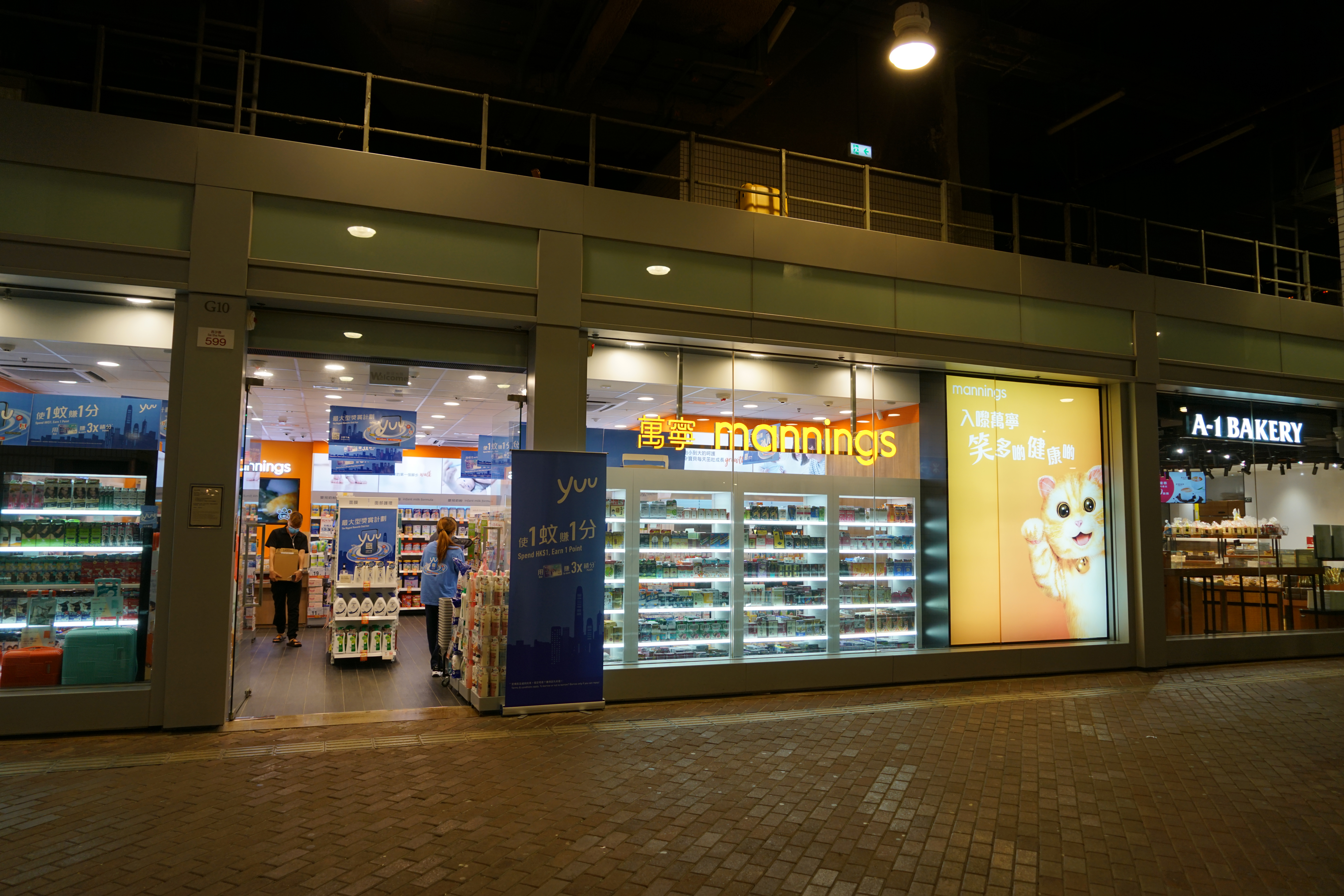
商場萬寧及麵包店
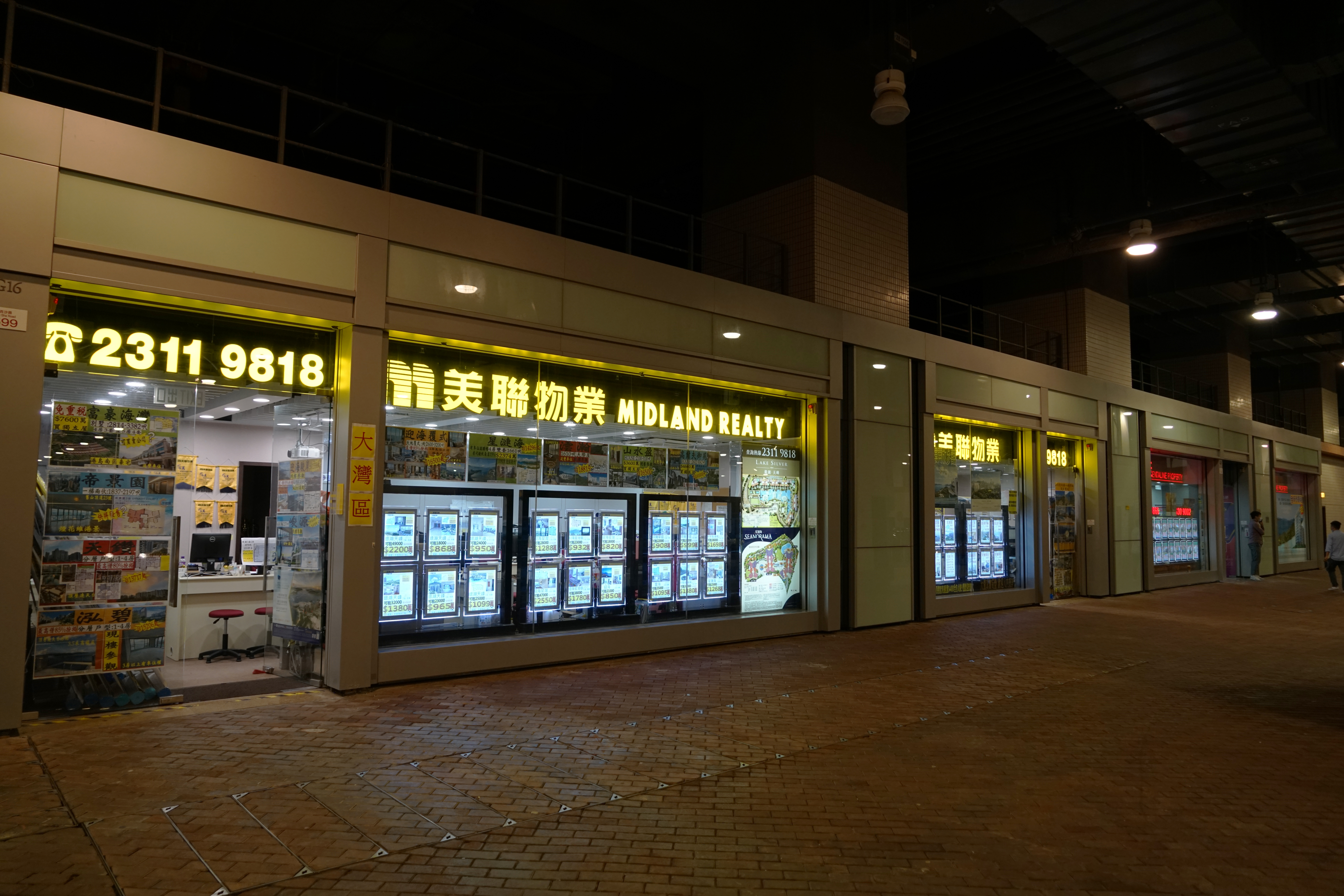
商場美聯物業及中原地產
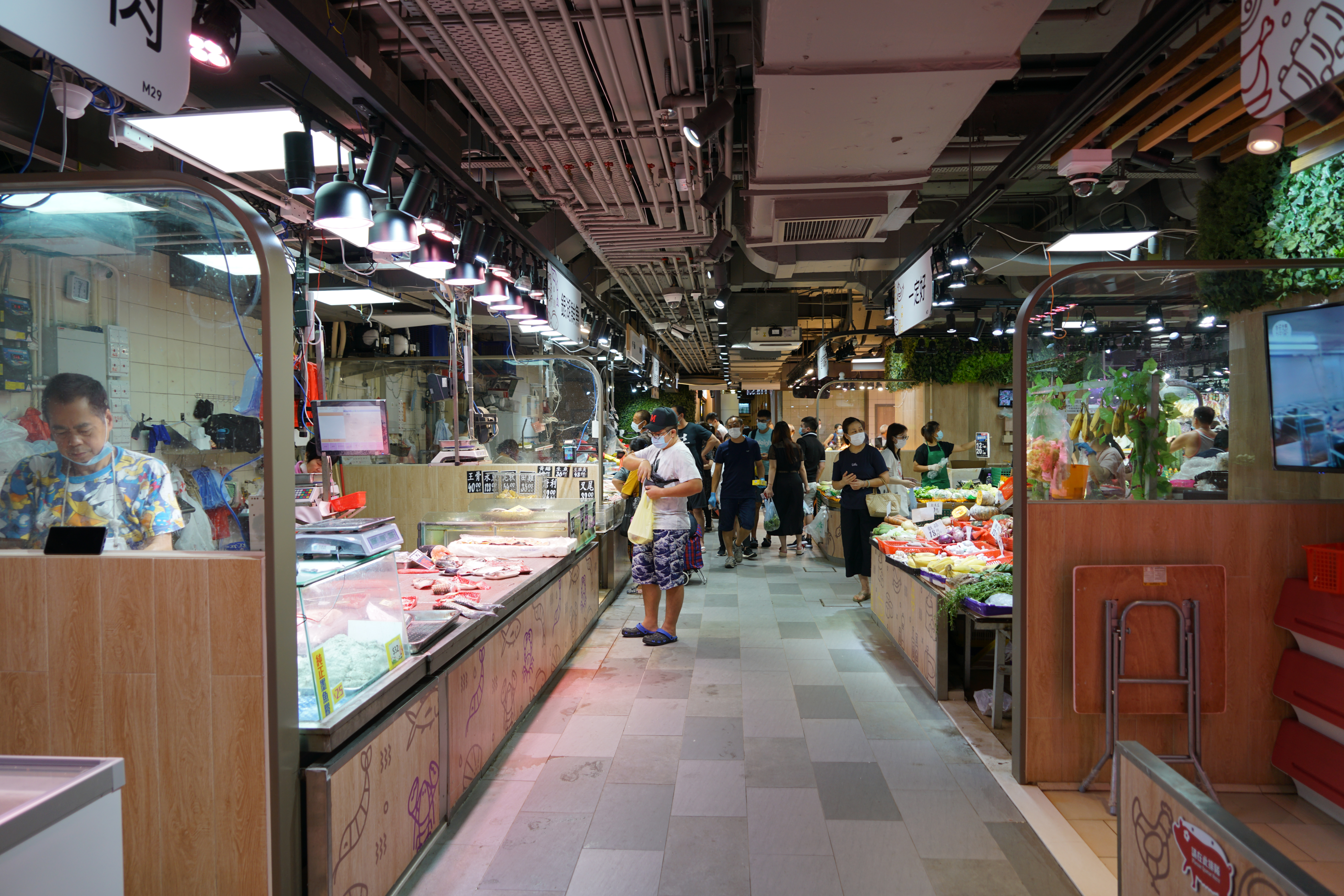
「日日·食良」街市
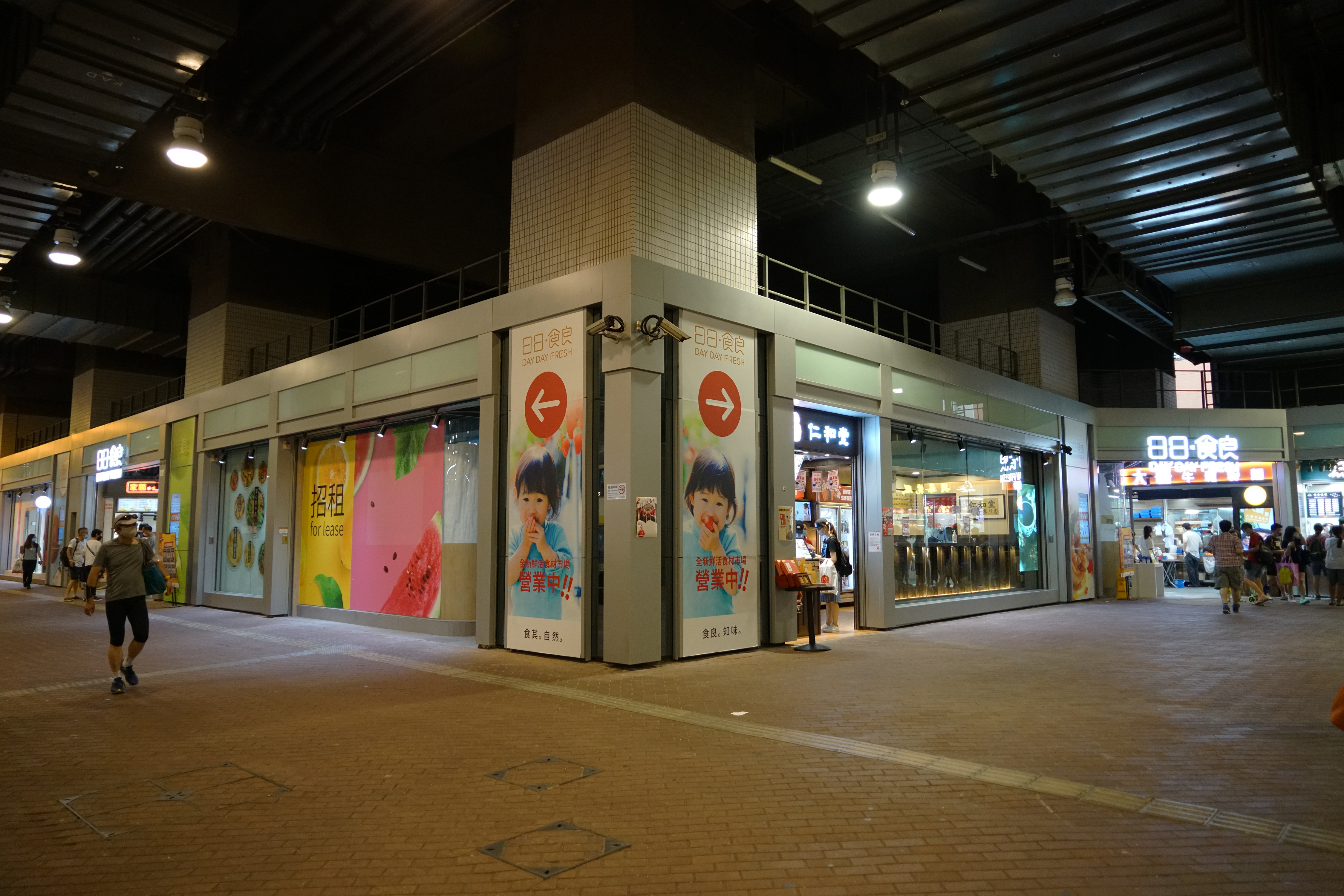
街市外觀
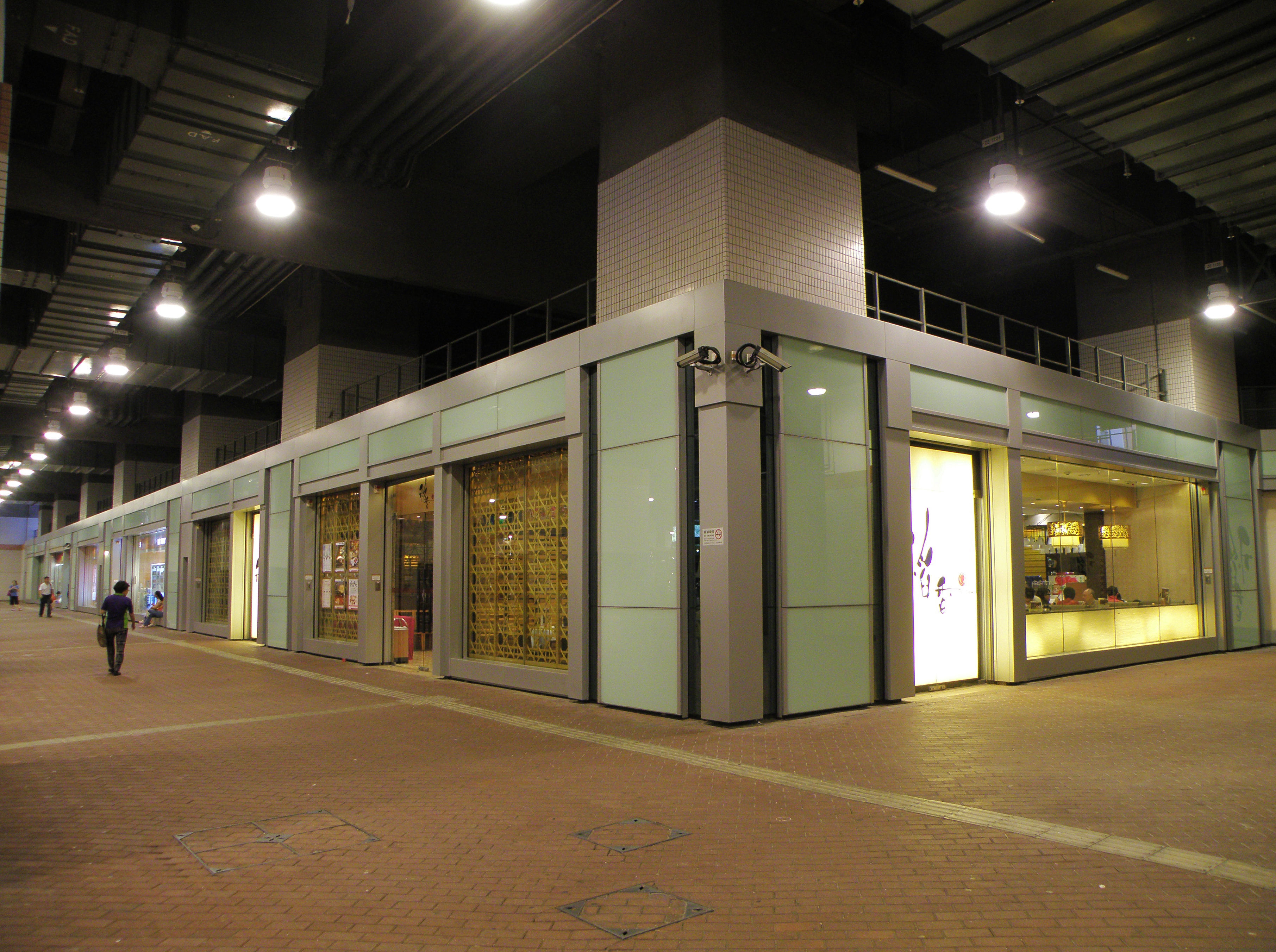
街市前身為稻香酒樓

## 外部連結
- 銀湖·天峰官方網站 （页面存档备份，存于）
- 銀湖天峰業主討論區